# Kompaktkassette

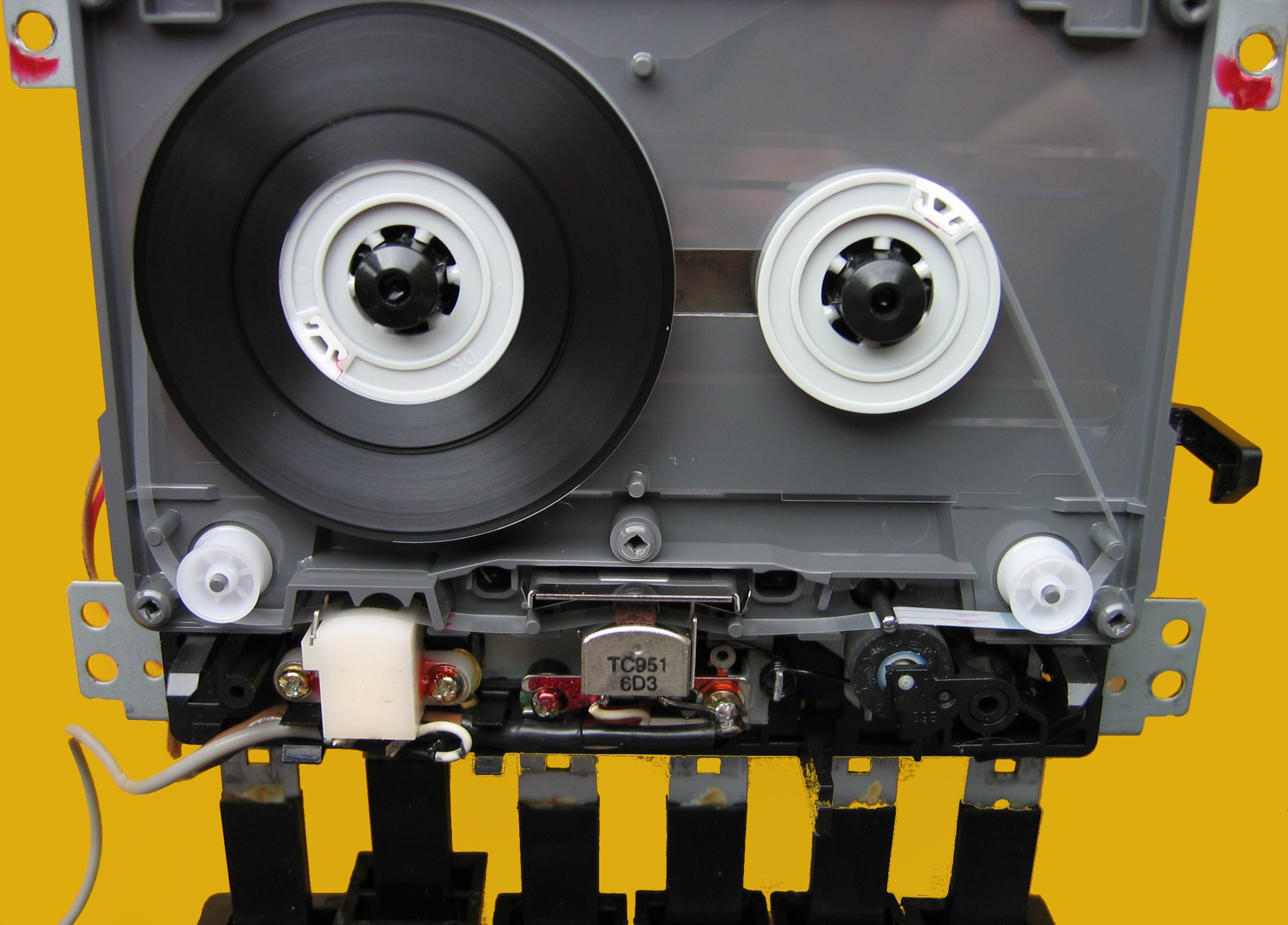
Zur Demonstration geöffnete Kassette in einem Laufwerk. Links ist das aufgewickelte Magnetband zu erkennen, rechts der noch leere Bobby; mittig ist das Fenster der hinteren Gehäuseschale zu erkennen. In die unteren Löcher greifen der Capstan sowie Halte- und Bandtransportelemente des Laufwerks im Kassettenrekorder. Das Band läuft vom linken Wickel unten an den Köpfen vorbei auf den rechten Wickel. Für weitere Details siehe Artikel Capstan.

Die Kompaktkassette (Compact Cassette, CC), Musikkassette (Musicassette, MC), Audiokassette oder Magnetkassette (deutsch meist nur Kassette, englisch auch kurz cassette oder tape) ist ein Tonträger zur elektromagnetischen, analogen Aufzeichnung und Wiedergabe von Tonsignalen. Sie enthält ein Tonband, das zur einfacheren Handhabung und zum Schutz in einem Kunststoffgehäuse eingeschlossen ist.

## Allgemeines
Das Abspielen und Aufnehmen von Kassetten erfolgt mit einem Kassettenrekorder als Wiedergabegerät. In der Zeit von den frühen 1970er bis in die späten 1990er Jahre war die Kompaktkassette eines der meistgenutzten Audio-Medien neben der Schallplatte und später der Compact Disc. Die ursprünglich eher mäßige Tonqualität wurde im Laufe der Jahre durch Verbesserungen des Bandmaterials und technische Neuerungen wie die Dolby-Rauschunterdrückungssysteme auf ein deutlich höheres Niveau gebracht.
Kassette und zugehöriger Rekorder wurden als System zur mobilen Musiknutzung von einem Entwicklerteam um den Ingenieur und Erfinder Lou Ottens beim niederländischen Unternehmen Philips konstruiert. Die Entwicklungsarbeiten begannen 1960, im August 1963 wurden Kassette und Gerät als Pocket Recorder vorgestellt. Die Kassette konkurrierte zunächst mit anderen Tonbandkassetten-Typen verschiedener Mitbewerber und setzte sich durch, der kompakte und robuste Tonträger erfreute sich jahrzehntelang großer Beliebtheit. Heute hat die Kompaktkassette wegen des Siegeszuges der digitalen Audiotechnik, besonders des MP3-Formats, praktisch nur noch historische Bedeutung.
Seit 2018 feiert die Kassette ein kleines Comeback. So gab es den Soundtrack des Science-Fiction-Films Black Panther, Madame X von Madonna und auch das Album Late Night Feelings von Mark Ronson wieder als Kassette. Die Verkäufe nehmen seither wieder zu. Auch leere Medien sind als Typ 1 (Ferro) wieder im Handel erhältlich.

## Aufbau
Die Kompaktkassette wiegt im Schnitt 40 Gramm. Es gibt aber auch Sonderversionen mit dem doppelten Gewicht.
Die „Compact Cassette“ besteht aus einem flachen quaderförmigen Gehäuse, in dem unter anderem das Magnetband aus beschichtetem Kunststoff, mechanische Teile und kleine Filzbausche untergebracht sind. Das Gehäuse besteht bei den meisten Typen aus Kunststoff, sehr selten auch aus GFK, Aluminium, Messing oder Keramik. Zum Abtasten des Magnetbandes wird es an der mittleren Öffnung der Kassette an den Tonkopf des Abspielgerätes geführt. Bei Mono-Aufnahmen enthalten die Bänder zwei Tonspuren, eine für jede Richtung. Mit Stereo-Aufnahmen bespielte Bänder enthalten vier – entsprechend schmalere – Tonspuren, zwei für jede Laufrichtung. Die Tonköpfe der Abspiel- und Aufnahmegeräte sind jeweils so ausgerichtet, dass sie nur die jeweils unteren zwei Spuren (Stereo) bzw. die jeweils untere Spur (Mono) des Bandes abtasten. Legt man eine Mono-Kassette in ein Stereo-Gerät ein, so tasten beide Tonabnehmer dasselbe Signal ab. Umgekehrt erfassen Mono-Tonköpfe die Summe der Signale beider Stereo-Spuren. Nach dem Umdrehen der Kassette wird wiederum die untere Hälfte des Bandes abgetastet.
Das Format einer (stehenden) Kassette ist 10,16 cm Länge × 6,35 cm Höhe × 1,27 cm Tiefe (an der dicksten Stelle) (4″ × 2 1⁄2″ × 1⁄2″).
Manche Kassettenrekorder sind in der Lage, mit einem vierspurigen Tonkopf, wie er ohne Bandgabel auch in Lesegeräten für Magnetstreifen benutzt wird, beide Hälften des Bandes abzutasten, so dass sie beide Laufrichtungen abspielen können, ohne dass die Kassette umgedreht werden muss. Wird die Laufrichtung am Band-Ende automatisch umgeschaltet, spricht man von „Auto-Reverse“. Reine Abspielgeräte benutzen dafür normalerweise einen starren Vierspur- oder einen seitlich verschiebbaren Zweispurkopf, während Rekorder eine Lösch- und Tonkopf-Kombination haben, die um 180° drehbar angeordnet ist. In einigen Geräten von Nakamichi, Akai u. a. wurde auch die Kassette selbst von einer Mechanik gewendet (UniDirectional AutoReverse (UDAR)).
Das Band ist 3,81 mm (0,150″) breit und bewegt sich mit einer Geschwindigkeit von 47,625 mm/s. Beim Kompaktkassetten-Laufwerk wird das über eine engtoleriert geschliffene und polierte Stahlwelle, die sogenannte Tonwelle (englisch Capstan), erreicht, die in den Kassettenschacht ragt und mit einer ausgewuchteten, riemengetriebenen Schwungmasse versehen ist. Das Tonband wird mittels einer Gummi-Andruckrolle an die Tonwelle gedrückt, durch Kraftschluss transportiert und somit an den Tonköpfen vorbeigezogen. Die Umfangsgeschwindigkeit der Tonwelle ist, abzüglich Schlupf, die Bandgeschwindigkeit. Die Drehzahl der üblicherweise mit Rutschkupplungen versehenen Auf- und Abwickeldorne passt sich an diese Geschwindigkeit an. Wie bei der Schallplatte und den meisten Spulentonbändern aus dem Bereich der Unterhaltungselektronik gibt es eine A- und eine B-Seite (Vorder- und Rückseite).
Die ersten kommerziellen (bespielten) Kassetten wurden 1965 verkauft, der Stereoton wurde 1967 eingeführt. Die Spielzeit richtet sich nach dem Inhalt der längeren Seite.
Bei Leerkassetten ergibt sich die Bezeichnung der Kassetten aus der Spielzeit beider Seiten in Minuten; die am meisten verbreiteten Formate sind C60 (nominal 30 min Spielzeit pro Seite), C90 (45 min/Seite) und C120 (60 min/Seite). Daneben gibt es auch Leerkassetten mit 46, 50, 54, 74, 100 und 110 Minuten Spielzeit. Sehr selten sind überlange Kassetten mit 150 Minuten, kurzzeitig waren auch Kassetten mit 180 Minuten erhältlich – je länger die Spieldauer, desto dünner das Band und damit empfindlicher auf Zugbelastung, Selbstentmagnetisierung und Kopiereffekt. So ist das Band einer C60-Kassette üblicherweise 15 bis 17 µm dick. Bei C90 sind es 10 bis 12 µm und bei C120 nur noch 9 µm. In der Regel ist die tatsächliche Laufzeit 1 bis 3 Prozent länger als angegeben.
Kompaktkassetten lassen sich gegen Überspielen (Löschen) der Aufzeichnung sichern. Eine offene Aussparung an der linken Seite der Oberkante (der den Bandöffnungen gegenüberliegende Seite) zeigt an, dass die betreffende Seite der Kassette geschützt ist. Das Schützen geschieht durch das Ausbrechen der jeweiligen Kunststofflippe. Kassettenrekorder verfügen über einen mechanischen Sensor, um diese Aussparung zu überprüfen.
Eine derart geschützte Kassette lässt sich nur abspielen – nicht jedoch ohne Weiteres für neue Aufnahmen nutzen. Zum erneuten Bespielen muss die Aussparung überklebt werden oder der Aufnahmeabtaster manuell deaktiviert werden; bei manchen Rekordern lässt sich die Aufnahmetaste durch manuelles Betätigen des Sensors freigeben, noch ehe die Kassettenlade geschlossen wird.
An unbespielt verkauften Kassetten ist die Aussparung durch eine herausbrechbare Zunge zunächst verdeckt. Einige – zumeist teure – Kassetten verfügen über ein verschiebbares Plättchen, sodass beliebig oft und ohne viel Aufwand zwischen „geschützt“ und „aufnahmefähig“ gewechselt werden kann.

## Optionale Mechanik

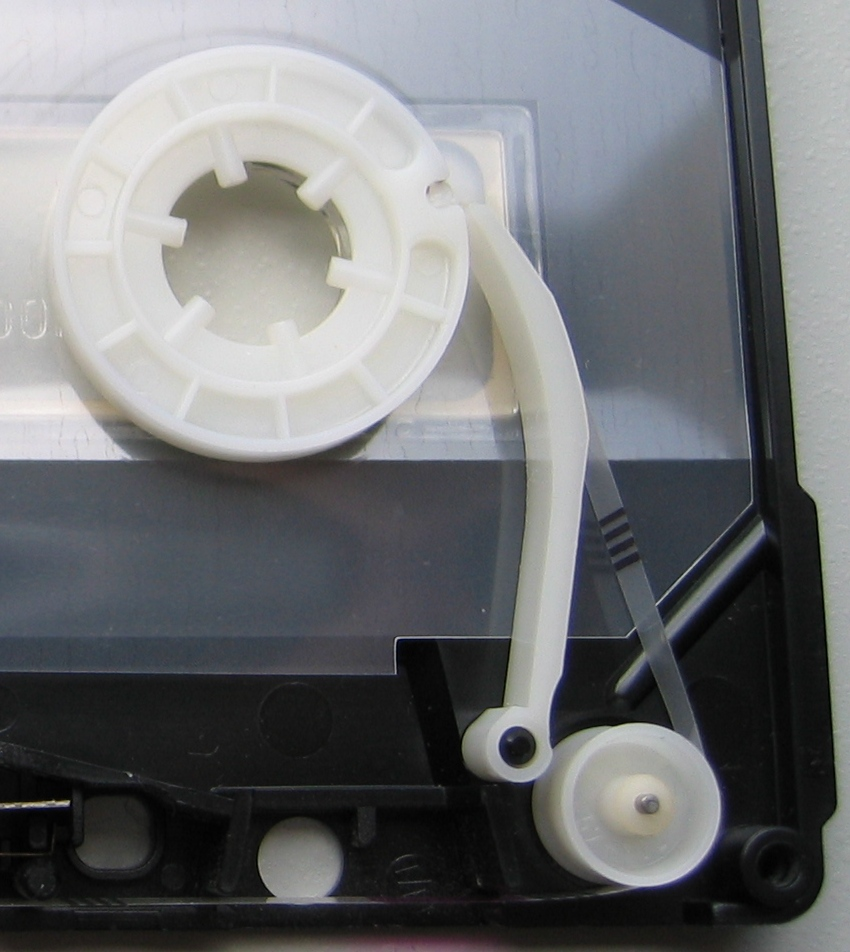
Bandführung über Security Mechanism (SM)

Um das Band zuverlässiger aufzuwickeln, erhielt Anfang der 1970er Jahre die BASF-Sparte Magnetband (ab 1998 EMTEC Magnetics) ein Patent auf den mit dem Kürzel SM beworbenen Special Mechanism bzw. Security Mechanism, der vorübergehend von Agfa unter Lizenz übernommen wurde. Dieses Merkmal umfasst je eine Schiene, um das Band auf die Spule zu führen und zu verhindern, dass ein unsauberer Wickel entsteht.
Die anderen Anbieter reagierten, indem weitere und näher an den Spulen angebrachte Umlenkstifte in der unteren Kunststoffgehäusehälfte eingesetzt wurden. Einige günstig gefertigte und vorbespielte Kompaktkassetten wurden ohne Umlenkrollen gefertigt; das Band wird direkt über die Kammer für den Capstanantrieb gezogen. Für den Andruck des Bandes an den Tonkopf sorgt dort ein dünnerer Filz auf einem eingeklebten Schaumstoffblock statt des üblichen Filzes auf einer Blattfeder.

## Fotogalerie

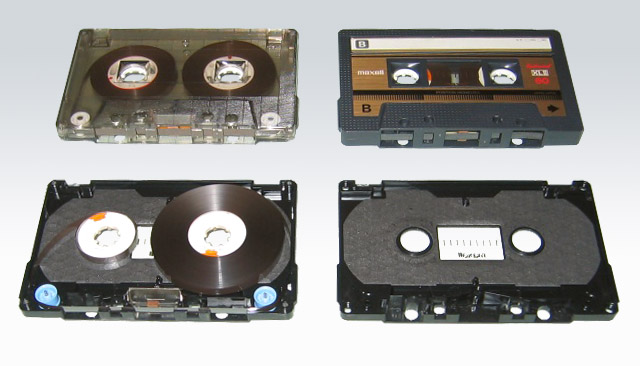
Aufbau einer Kompaktkassette
- Philips Compact Cassette (ca. 1966)
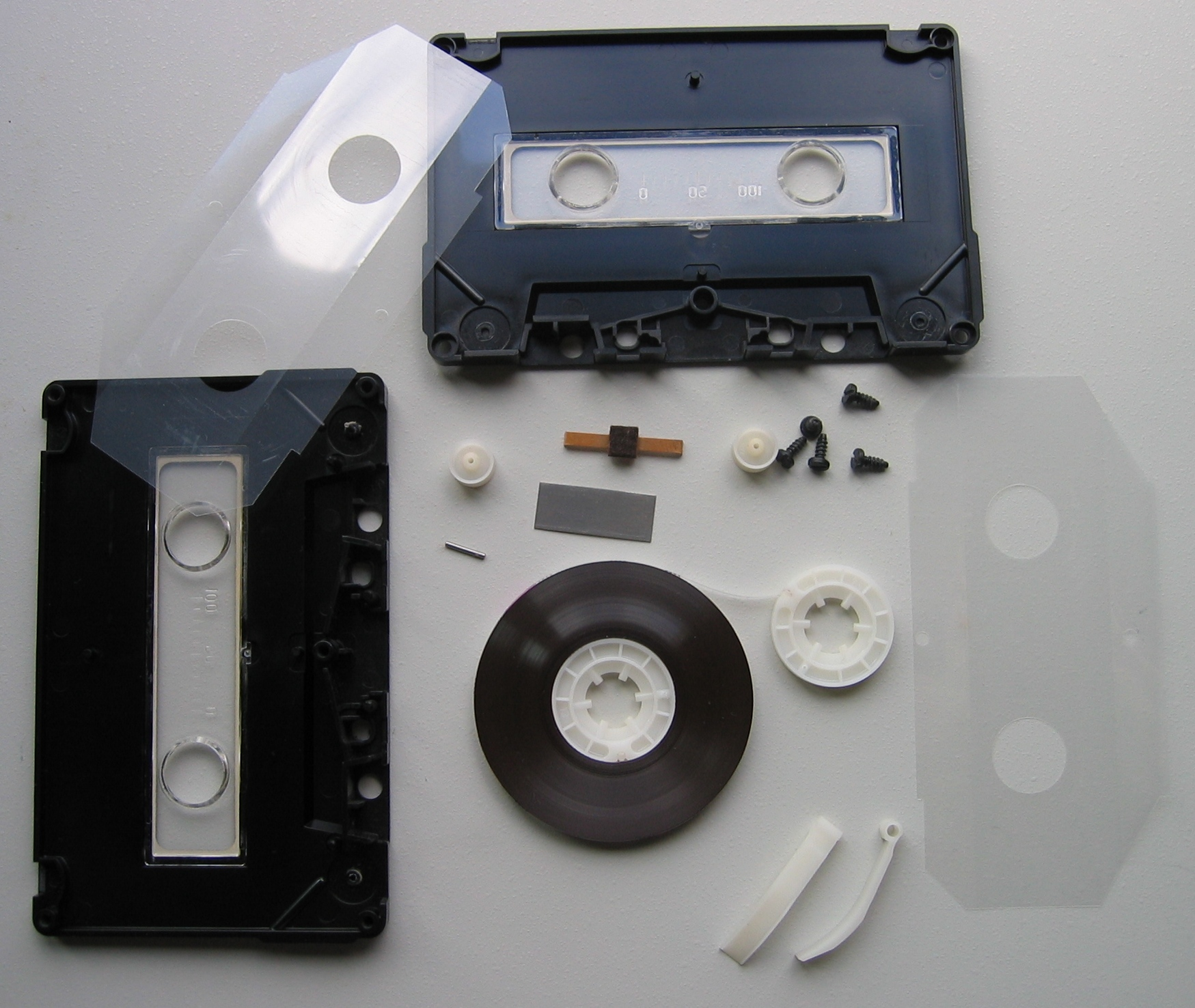
Einzelteile einer Kompaktkassette
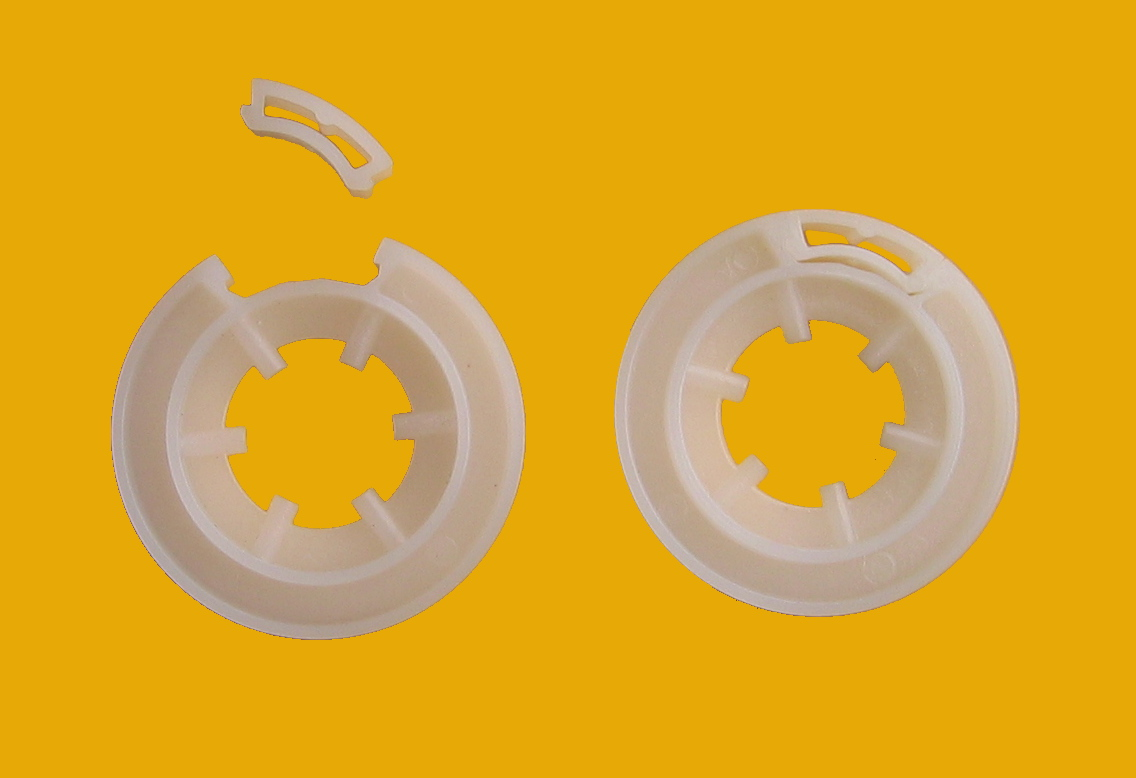
Bandwickelrollen mit Bandbefestigung
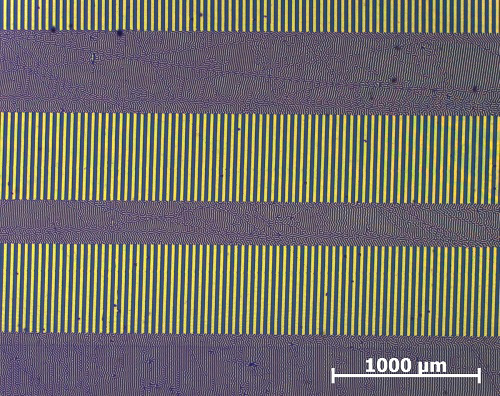
Visualisierung der magnetisch gespeicherten Informationen

- Visualisierung der magnetisch gespeicherten Informationen[7]
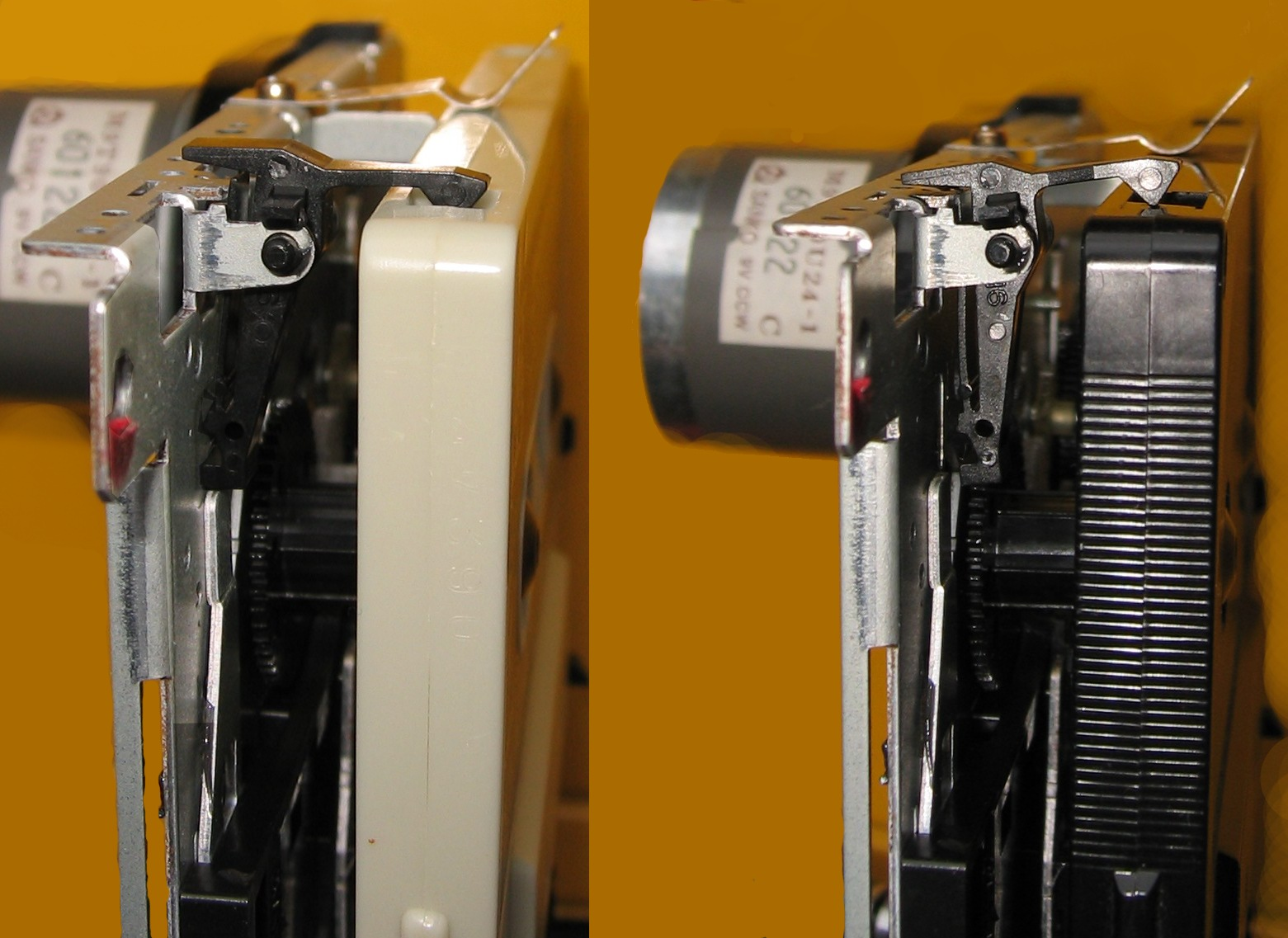
Abtastung der Löschlasche
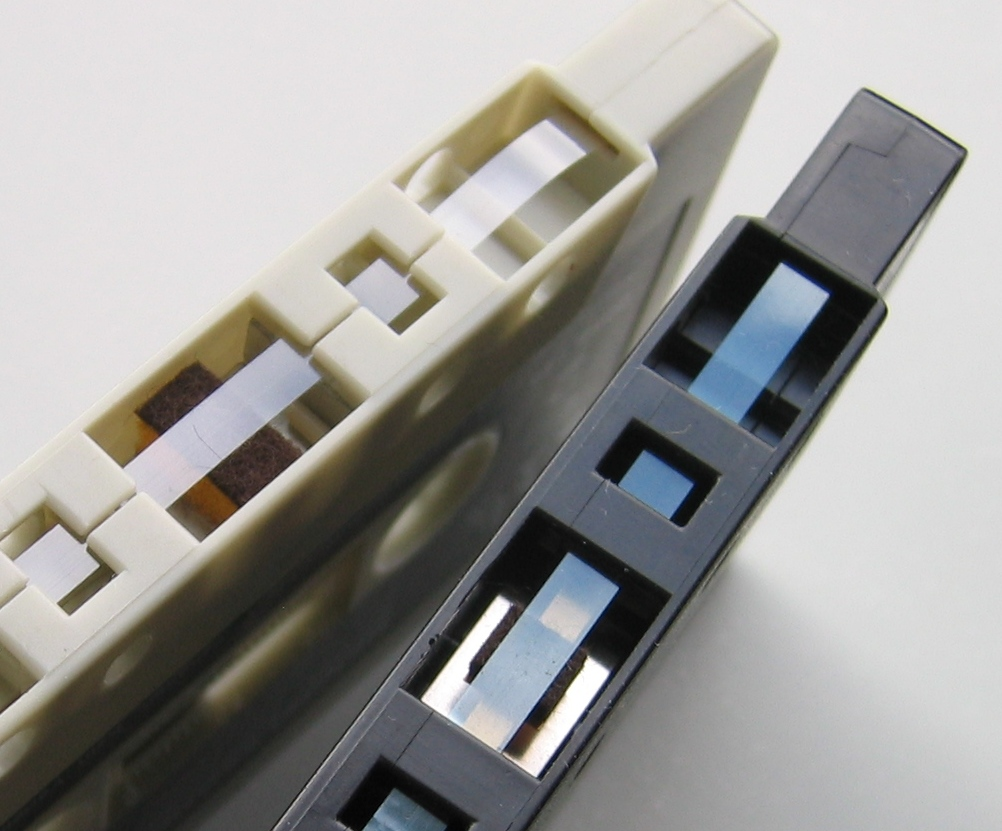
Verschiedene Bandkissen
- Portables Cassettengerät mit UKW-Empfänger
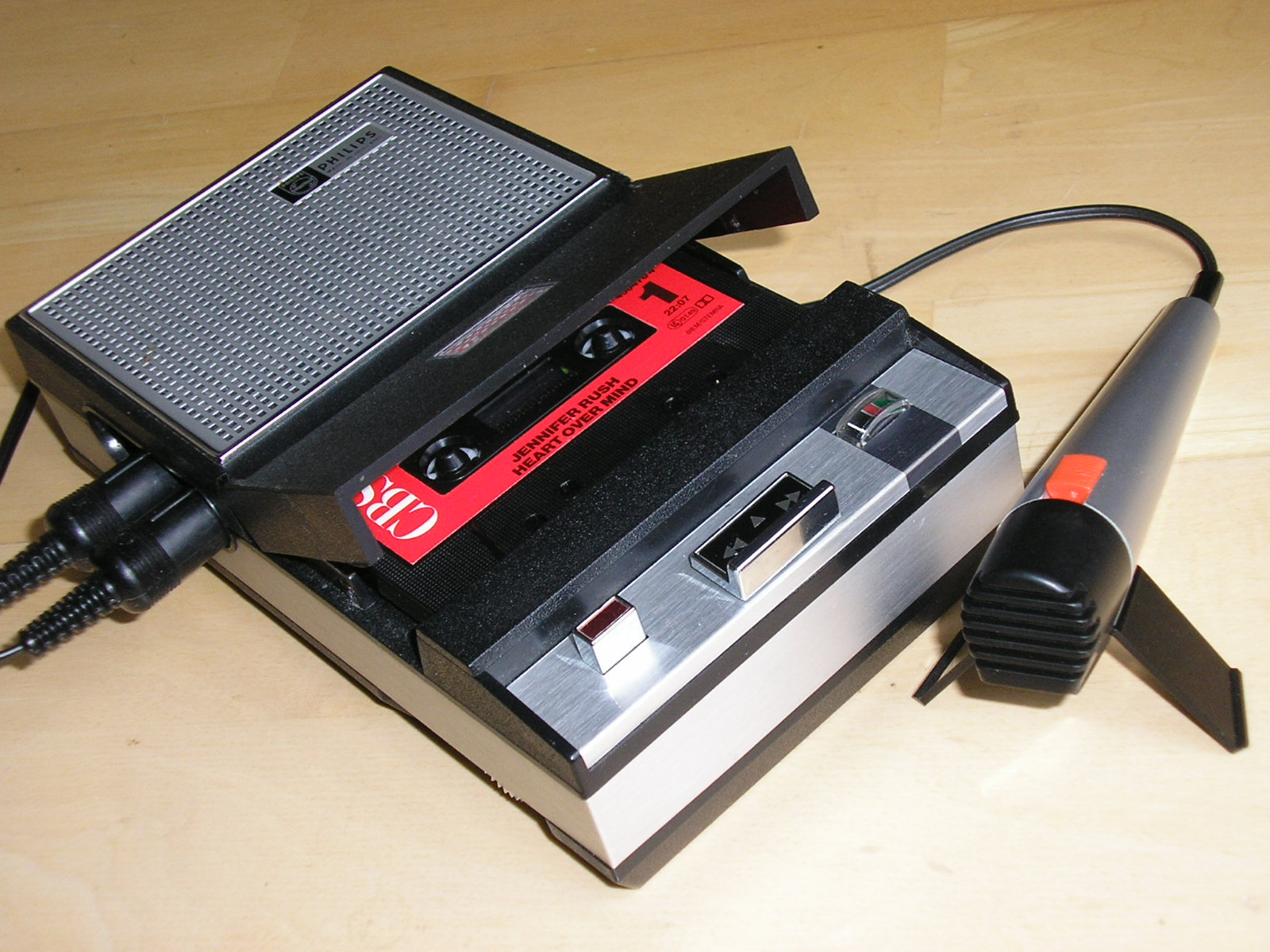
Kassettenrecorder von Philips Typ EL 3302 (1968)
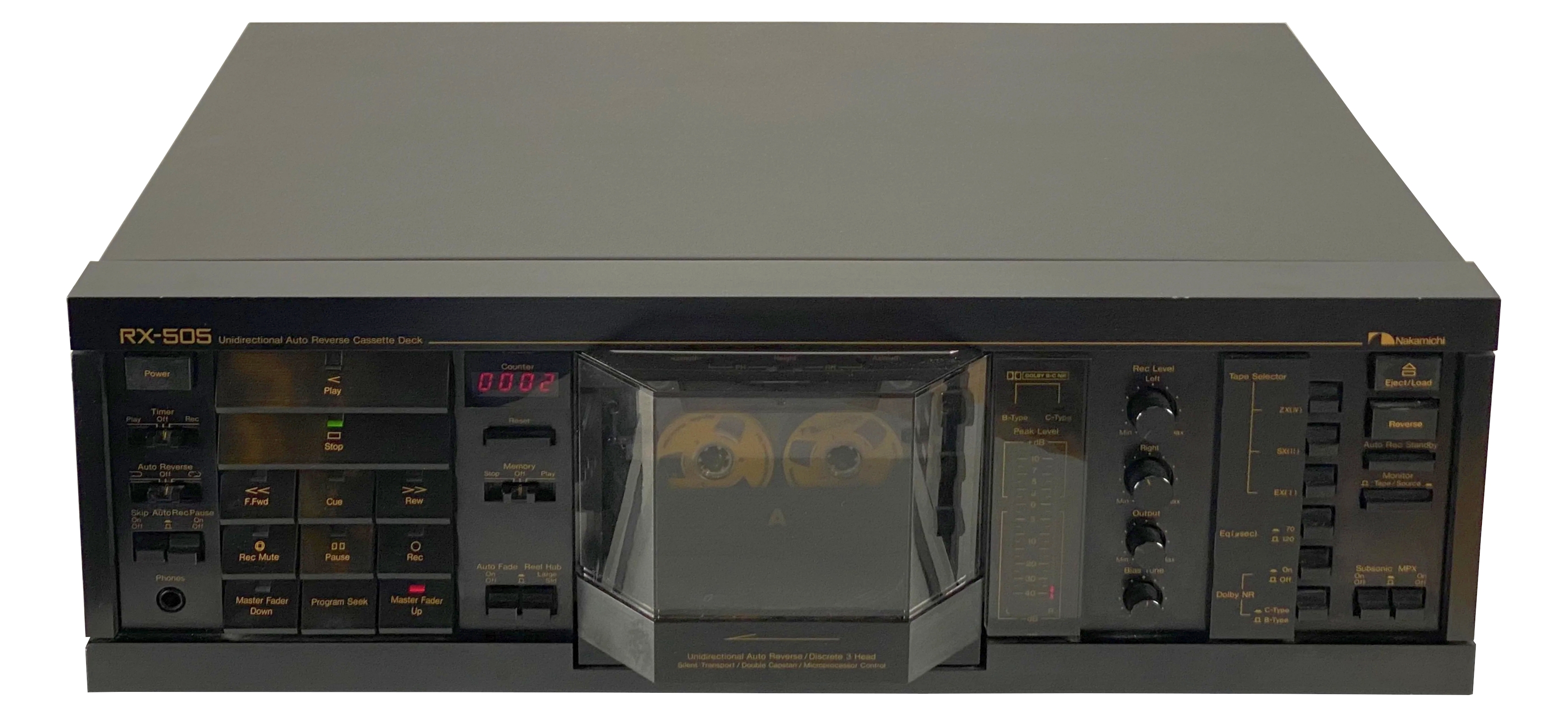
Kassettengerät Nakamichi RX 505
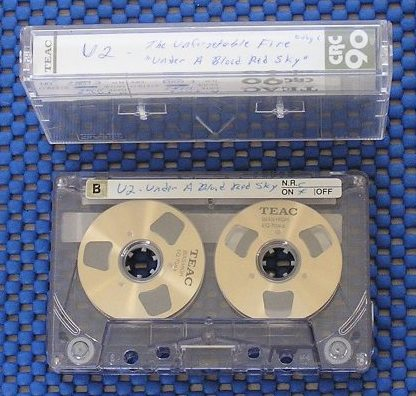
Selbstbespielte Kassette mit Kassettenhülle
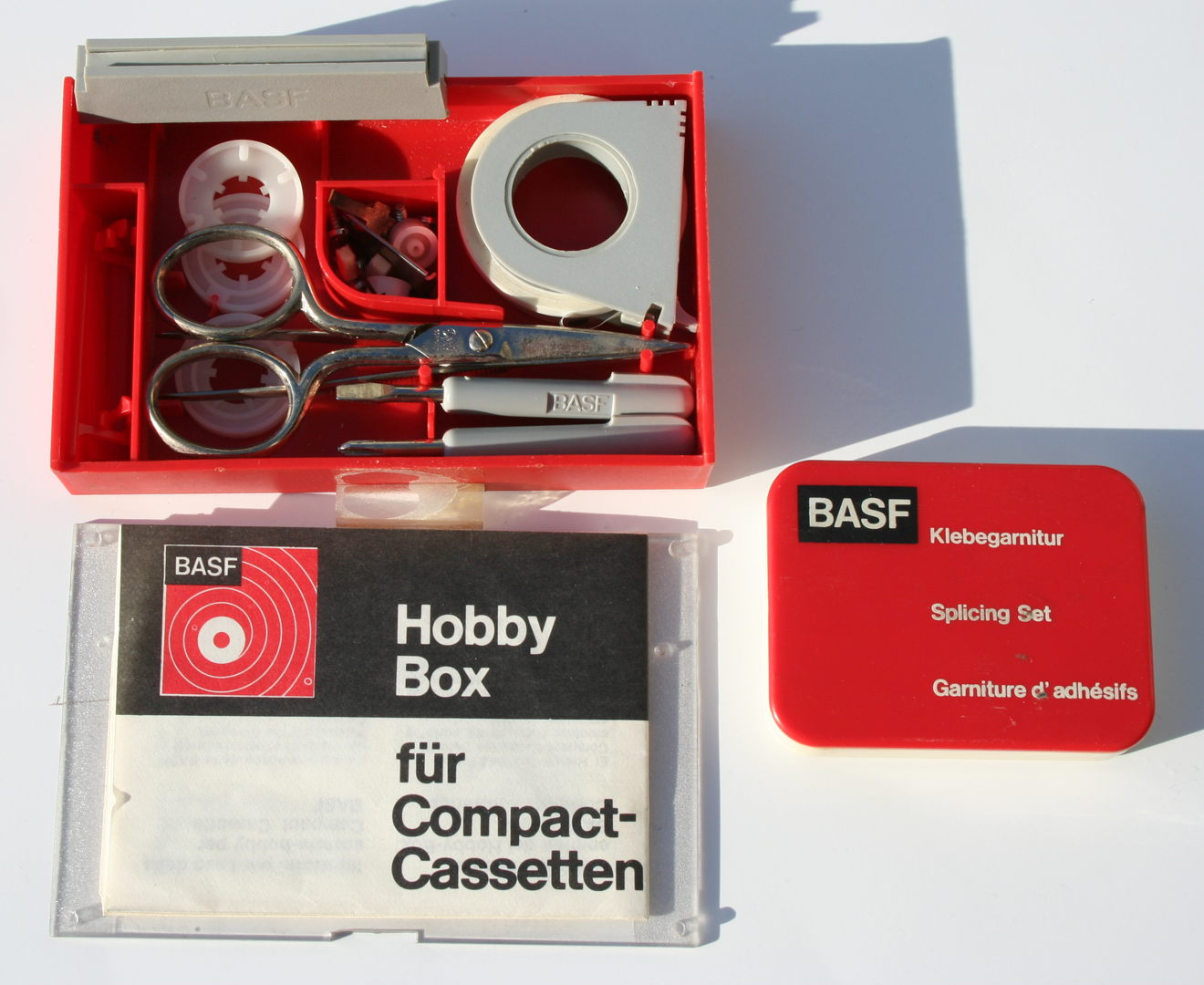
Reparaturset und Ersatzteile für Kompaktkassetten
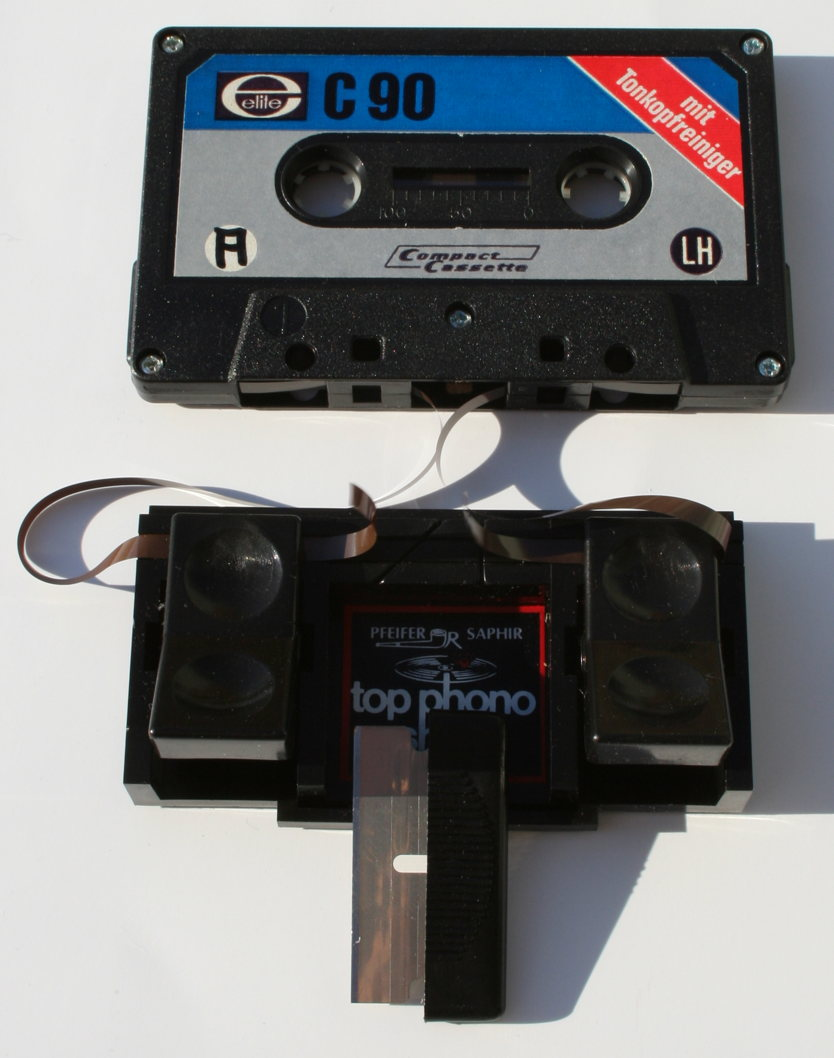
Klebepresse (manueller Schneidetisch für den Amateurbereich)
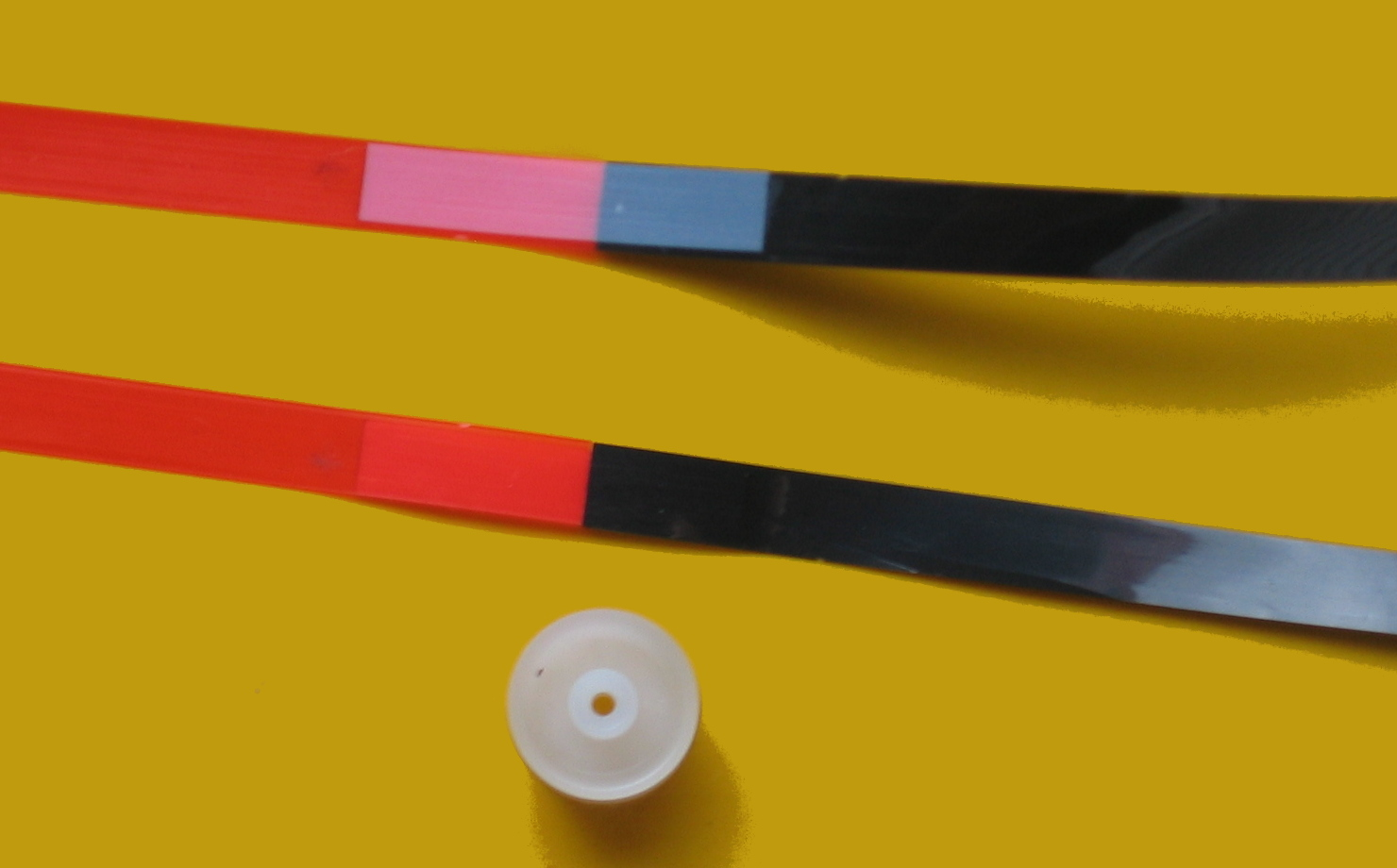
Klebestelle zwischen Vorspann- und Magnetband

## Geschichte

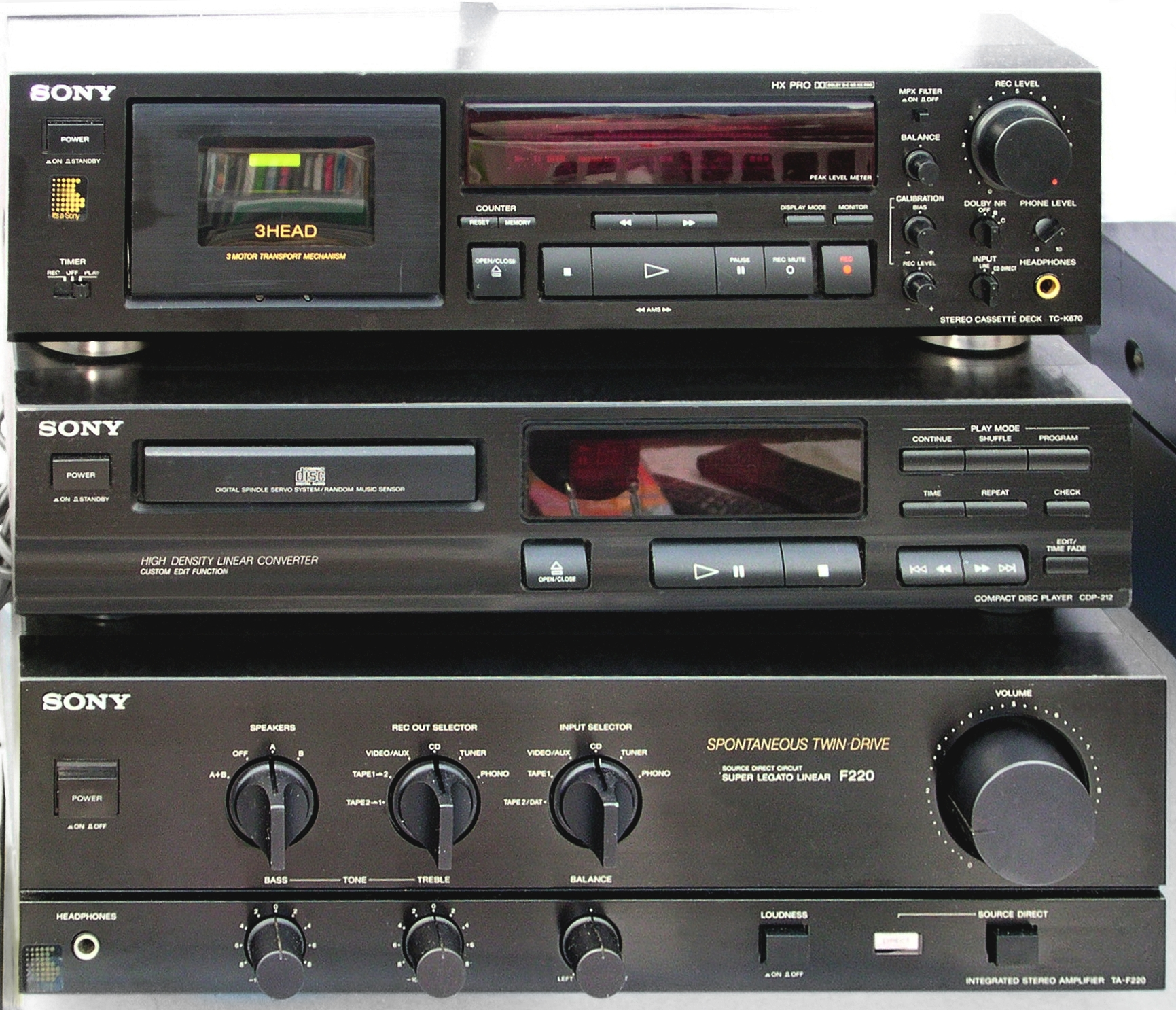
Bis in die 1990er Jahre waren Kassettenrekorder als Kassettendeck (im Bild zuoberst) ein Standardbestandteil von Stereoanlagen

Bereits vor der Einführung des Kassettenrecorders wurde 1935 von der AEG ein Tonbandgerät („Magnetophon“) vorgestellt, das auf derselben Technik beruhte, jedoch mit offenem Bandwickel arbeitete. Die Geräte waren vergleichsweise teuer und kompliziert zu bedienen, weshalb sie vor allem beim Hörfunk und in Tonstudios eingesetzt wurden. Für Privatanwender waren Tonbandgeräte zunächst wenig attraktiv und kamen erst ab den 1950er Jahren in Mode. Bei Preisen zwischen 700 und 1500 DM (was bezogen auf das Jahr 1955 heute inflationsbereinigt ca. 2.100 bis 4.600 EUR entspricht) waren sie aber immer noch zu teuer für den Massenmarkt und wegen der verwendeten Elektronenröhren auch sehr voluminös gebaut. In den 1960er Jahren jedoch fielen die Preise, so dass Spulentonbandgeräte bald in vielen besser ausgestatteten Haushalten zu finden waren.
Bereits Ende der 1950er Jahre gab es erste Versuche, kompakte Tonbandkassetten auf dem Markt zu etablieren. Die erste ernstzunehmende Tonbandkassette stellte 1958/59 die Radio Corporation of America (RCA) vor: eine Zweiloch-Kassette mit einem 6,3 mm breiten Band und einer Bandgeschwindigkeit von 3 3⁄4 Zoll je Sekunde = 9,525 cm pro Sekunde, gerundet: 9,5 cm/s. Die RCA-Kassette war ungefähr dreimal so groß wie die Kompaktkassette und konnte sich im Heimtonbereich nicht durchsetzen.
Auch in Europa arbeiteten einige Firmen an kompakten Tonbandkassetten. Die hannoversche Firma Protona GmbH, die Miniatur-Drahttongeräte herstellte und später von Telefunken übernommen wurde, präsentierte 1959 das Magnetbandgerät Minifon-attaché. Die Minifon-Kassette war kaum größer als die Kompaktkassette. Sie war zuerst als Diktiersystem angedacht, eine technische Verbesserung brachte 1961 sogar schon HiFi-Ton. Die Entwicklung stellte AEG/Telefunken in den 1960er Jahren jedoch ein, da entgegen getroffenen Absprachen unter deutschen Herstellern ein Anbieter ausscherte und bereits mit der Kompaktkassette liebäugelte.
Der niederländische Philips-Konzern entwickelte seit 1961 in seiner Wiener Tonbandgeräte-Fabrik, der WIRAG, bereits an einer HiFi-tauglichen Einloch-Kassette. Das Wiener Werk war seit Jahren erfahren mit der Entwicklung und Produktion von Diktiersystemen mit einer Einlochkassette. Auf dieser Grundlage sollte die neue Kassette als hochwertiges Tonbandsystem für den Heimgebrauch entstehen. An der Entwicklung waren neben Philips sowohl die Grundig AG wie auch die mit Philips verbundenen Plattenfirmen, die Philips Phonographische Industrie und die Deutsche Grammophon Gesellschaft beteiligt. Diese Einloch-Kassette benutzte schon ein nur 3,81 mm breites Band bei einer halbierten Bandgeschwindigkeit von 1 7⁄8 Zoll = 4,7625 cm pro Sekunde, gerundet: 4,75 cm/s.
Alle zu jener Zeit neu erfundenen Kassettensysteme – ausgenommen die Protona-Kassette – hatten vor allem das Ziel, den gewohnten HiFi-Klang des Spulentonbandes beizubehalten, Design und Handhabung gerieten dabei ins Hintertreffen.
Zuerst unbemerkt arbeitete seit 1960 im neu erbauten belgischen Philips-Werk in Hasselt ein kleines Team, das von Lou Ottens geleitet wurde, an einem handlichen Bandmedium, das intern als Zweiloch-Kassette bezeichnet wurde. Ottens wollte einen handlichen und robusten Tonträger für Musik, der ein Massenpublikum begeistert, und schlug so einen unkonventionellen Weg ein. Ottens gab den Auftrag, ein Holzstück anzufertigen, das in seine Jackentasche passen sollte. Das war sozusagen die Geburt der Kompaktkassette. Das Projekt bekam folglich den Namen „pocket recorder“. Der Holzklotz gab die Maße für das spätere Aufnahme- und Abspielgerät vor. Das Austausch-Medium – die Kassette – musste sich ebenfalls den Vorgaben anpassen.
Die Entwicklung der Kompaktkassette war Teamarbeit. Lou Ottens betrachtet sich zurückblickend als Teamplayer: „Ich habe bei der Entwicklung neuer Produkte immer mit anderen Leuten zusammengearbeitet.“ Für die Konstruktion der Urkassette sowie des Laufwerks zeichnete Jan Schoenmakers verantwortlich. Er hatte auch die Idee, die im Laufwerk befindliche Kassette durch das Einschieben von Ton- und Löschkopf zu verriegeln. So konnten die Kassetten während der Wiedergabe nicht aus dem Laufwerk genommen werden. Genau auf dieses Detail beschränkte sich das spätere Kompaktkassetten-Patent, das unter der Nummer 1191978 am 31. Januar 1964 beim Deutschen Patent- und Markenamt in München angemeldet wurde. Peter van der Sluis entwickelte den dazugehörigen Rekorder. Der Magnetkopf-Spezialist Herman Cornelius Lalesse hatte die Idee, die 1,5 mm breite Monospur einer Abspielseite in zwei Spuren für Stereo aufzuteilen.
Nachdem die Entwicklungsarbeiten in Hasselt schon sehr weit vorangeschritten waren, musste sich die Geschäftsleitung von Philips zwischen der Einloch- und der Zweilochkassette entscheiden. Die Entscheidung fiel auf die Zweiloch-Kassette von Lou Ottens und Team, obwohl schon erste Geräte für die Einloch-Kassette produziert worden waren. Max Grundig, dessen Firma ja an der österreichischen Kassette beteiligt war, wurde von Philips erst sehr spät über das Aus der Einloch-Kassette informiert. Jedoch bekam er das Angebot, wie auch Telefunken, sich am Pocket Recorder zu beteiligen. Grundig war wenig erfreut darüber und ließ kurzerhand das Konkurrenzsystem DC-International entwickeln.
Grundlage dafür bildeten Konstruktionszeichnungen der Kompaktkassette, die Grundig nach den Verhandlungen mit Philips mitgenommen hatte.
Am 28. August 1963 stellte Philips auf der 23. Großen Deutschen Funk-Ausstellung in Berlin die Kompaktkassette und den zugehörigen, mit Transistoren bestückten Kassettenrekorder Philips EL 3300 vor. Er kostete 299 DM (entspricht heute inflationsbereinigt knapp 800 EUR) und konnte nur mit Batterien (fünf Babyzellen) betrieben werden.
Die Grundig AG brachte dann 1965 das alternative System DC-International, heraus: das Kassettengerät C 100 mit Kassetten, die etwas größer waren als die Kompaktkassette und den Charme eines Taschenbuches hatten. Das System konnte sich aber nicht durchsetzen und wurde schon 1967 wieder vom Markt genommen.
Sears baute eine der Kompaktkassette nachempfundene Kassette namens Sears Tape Cartridge mit dazu passendem Rekorder, die in kleinen Details von der Kompaktkassette abweicht, so dass sie nicht kompatibel zu ihr ist.
1965 stellte William P. Lear die 8-Spur-Kassette vor, die sich vor allem in den USA und Großbritannien zunächst im Car-Stereo-Bereich durchsetzte, ab den 1980er Jahren jedoch von der Kompaktkassette vom Markt gedrängt wurde.
Auch von Sony gab es einige Jahre später einen Versuch, mit Elcaset ein Kassettensystem auf den Markt zu bringen, das gegenüber der Kompaktkassette bessere Klangqualität hatte. Doch auch diesem System war kein langer Erfolg beschieden.

### Siegeszug
War die Resonanz auf die Kompaktkassette in den späten 1960er Jahren noch verhalten, änderte sich das im nachfolgenden Jahrzehnt. Zu verdanken ist das den japanischen Elektronikkonzernen. Nach der ersten öffentlichen Präsentation auf der Funkausstellung bauten zahlreiche japanische Hersteller den Pocket Recorder in unterschiedlichen Varianten und Formaten nach. Philips versuchte diesen unkontrollierten Wildwuchs einzudämmen. Lou Ottens und sein Team verhandelte in Japan mit dem damaligen Sony-Chef Norio Ohga über Lizenzvereinbarungen. Der Sony-Chef wusste offenbar von dem Streit zwischen Philips und Grundig und gab vor, dass Max Grundig die Lizenzen für DC-International kostenlos einräumen würde. Im Nachhinein glaubte Lou Ottens, dass Norio Ohga geblufft hat. Philips gab nach und vergab die Lizenzen kostenlos, bestand aber auf einer internationalen Standardisierung. Innerhalb kürzester Zeit brachten weltweit unterschiedlichste Hersteller Kassettenrekorder heraus.
Insbesondere Jugendliche waren von der Möglichkeit begeistert, auf billige und einfache Art ihre Lieblingshits aus dem Radio aufnehmen zu können, worauf die Musikindustrie existenzbedrohende Umsatzrückgänge befürchtete und mit Kampagnen wie Home Taping Is Killing Music reagierte. Schon bald gab es Kombigeräte mit Radio (Radiorekorder), später auch in Stereo. Mit dem technischen Fortschritt der Magnetbänder ging ein entsprechender Fortschritt der Klangqualität der Kompaktkassette einher. Neben den Fortschritten bei Eisenoxidbändern sorgte auch die Einführung von Chromdioxid- und später Reineisen-Beschichtungen für einen wahrnehmbaren Qualitätssprung.
Sehr wichtig für den Siegeszug der Kompaktkassette war auch die Einführung der Dolby-B-Rauschunterdrückung (1968), mit deren Hilfe das lästige Bandrauschen deutlich reduziert werden konnte. 1968 brachte Philips das erste Autoradio mit einer Abspielfunktion für Kassetten und 1979 die japanische Firma Sony den ersten Walkman, einen tragbaren Kassettenspieler, auf den Markt.
Ende der 1970er Jahre wurde im Heimcomputer-Bereich die Kompaktkassette als preiswerter und leicht zu beschaffender Massenspeicher populär, bevor im Laufe der 1980er Jahre aufgrund des Preisverfalls diese Anwendung von der Diskette verdrängt wurde; siehe auch den Absatz Kompaktkassetten zur digitalen Datenspeicherung.
Für Hintergrundmusik wurden vereinzelt normale Kassetten bespielt, die aber die beiden Stereo-Spuren nur monophon einzeln nutzten und das Band mit verminderter Geschwindigkeit transportierten, um 240 Minuten Spielzeit zu erreichen.

### Digitale Nachfolger
Als Nachfolger der Kompaktkassette wurden das Digital Audio Tape (DAT), von Sony die MiniDisc (MD) und von Philips Anfang der 1990er Jahre die mit der CC abwärtskompatible digitale Kompaktkassette DCC vorgestellt. Diese neuen digitalen Medien ermöglichen die digitale Kopie von Musik oder Daten, wobei MiniDisc und DCC verlustbehaftete Audiodatenkompression einsetzten. Bei der MiniDisc entfällt das Warten beim Vor- und Zurückspulen, und einzelne Titel lassen sich direkt anwählen. Während sich DAT und MD langsam halbwegs erfolgreich entwickelten, war die DCC für Philips ein völliger Misserfolg und wurde nach wenigen Jahren eingestellt. Mit der großen Verbreitung der selbst beschreib- und aufnehmbaren Compact Disc (Compact Disc Recordable, CD-R) ab den späten 1990er Jahren kam jedoch sowohl die Kassette als auch alle ihre digitalen Nachfolger (MD und DAT) vollständig ins Hintertreffen und deren Weiterentwicklung wurde weitgehend eingestellt.

### Niedergang in den 2000ern
Die Kassette ist inzwischen weitgehend von digitaler Technik abgelöst.
In Deutschland findet die Kompaktkassette mitunter noch als Hörspielkassette bzw. Hörbuch für Kinder Verwendung, und im Handel sind noch Kinderkassettenrecorder zu finden. Auch im Rap-Bereich ist sie durch die von z. B. DJs individuell zusammengestellten Mixtapes verbreitet. Ebenso wird die Kassette im (extremen) Metal, Punk oder Hardcore für Demo- und Promo-Zwecke verwendet. Im Post-Industrial und Noise wird sie auch für reguläre Veröffentlichungen (mit Auflagengrößen im zwei- bis dreistelligen Bereich) und zweckentfremdet als Musikinstrument genutzt.
Wegen der hohen Flexibilität des Mediums ist sie bei Rundfunkaufnahmen ohne hohe Qualitätserwartung nach wie vor in Gebrauch. Auch gibt es in Deutschland noch eine geringe Anzahl an Vereinen, wie den Ring der Tonbandfreunde (RdT) oder das Bayerische Kaleidofon, die monatlich selbst gestaltete Tonaufnahmen auf Kassette publizieren.
Durch ihre Robustheit sind Kassettenmedien auch im Auto noch recht beliebt. Bei Erschütterungen gibt es keine Aussetzer und ein Wechsel des Mediums geht einfach und ohne Hinsehen vor sich. Bis in die 2010er Jahre hinein wurden von den Autoherstellern oder Nachrüstern noch entsprechende Geräte angeboten. Komfortablere Geräte erlaubten auch das Überspringen einzelner Titel, wenn die akustische Pause lang genug ist (ca. vier Sekunden). Dadurch wird der unten genannte Nachteil (Spulvorgang) teilweise kompensiert. Diese Technik zum Überspringen einzelner Titel wurde bereits in den 1980er Jahren durch Sharp bei Set-Top-Geräten als Automatic Program Search System implementiert.
Nachteile der Kassette sind, dass es wie beim Tonbandgerät zu „Bandsalat“ kommen kann (beispielsweise durch Alterung der Gummirollen und -riemen oder mechanisch fehlerhafte Abspielgeräte). Der Klang verliert mit der Zeit durch Tonkopf-Magnetisierung und -Verschleiß an Qualität (insbesondere die Höhen). Aussetzer – „Drop-outs“ genannt – nehmen durch Bandstaub und Abrieb mit der Zeit zu. Anders als bei der CD ist ein Vor- bzw. Zurückspulen zeitraubend. Das einfache Überspielen mit neuen Inhalten und die im Vergleich zu digitalen Medien geringen Hardwareanforderungen beließen die Kassette in vielen Fällen lange im alltäglichen Gebrauch.
Die Herstellung von Leerkassetten und Cassettenbändern ist in Europa seit den frühen 2000er Jahren rückläufig. In Deutschland wurde mit der Insolvenz der EMTEC-Magnetics-Gruppe 2003 die Produktion von Kassettenbändern und Leerkassetten eingestellt (EMTEC hatte die Leerkassetten-Produktion 1997 von BASF übernommen). Nach der Auflösung des Münchner EMTEC-Werks übernahm die Magnetbandfabrik im niederländischen Oosterhout, die zuletzt als RMG International (RMGi) firmierte, die Herstellung der Münchner Rezepturen von professionellen Tonbändern und Kassetten-Duplizierbändern auf der Basis von Eisenoxid. Die Produktion in Oosterhout ist seit Frühjahr 2012 eingestellt, die Fabrik abgerissen. Die Produktionsanlagen wurden zu Pyral, einem Spezialisten für Magnettonfilm und früher zur BASF/EMTEC Magnetics-Gruppe gehörend, indas französische Avranches transportiert. Dort werden weiterhin Tonbänder produziert.
Ein verbliebener Hersteller von Leerkassetten ist Panggung in Indonesien. Der koreanische Hersteller Saehan produziert Magnetbänder mit kobaltdotiertem Eisenoxid für VHS-Video wie auch für Kompaktkassette. Die Kassetten-Bänder sind jedoch nur für Konfektionierer bestimmt und in Europa als herkömmliche Leerkassetten nicht erhältlich. In den USA wird das Typ-II-Band von unterschiedlichen Medienanbietern angeboten. Chromdioxid-Bänder werden nicht mehr hergestellt. Nach der Insolvenz der EMTEC Magnetics riss die BASF ihre Produktionsanlage für Chromdioxid in Ludwigshafen ab.
Die Anzahl der Konfektionierer sinkt ebenso. Konfektionierer sind Firmen, die Kassettenbänder bespielen und in Industriekassetten spulen, diese bedrucken und verpacken. Der letzte große deutsche Hersteller von bespielten Kassetten, die Pallas Group in Diepholz, gab die Produktion 2010 auf.
Am 16. September 2011 kündigte das Hörspiel-Label EUROPA an, ab 2012 keine MCs mehr zu produzieren, lediglich für die Serie mit den meisten MC-Sammlern (Die drei ???) würde die Produktion noch weiterlaufen. Als Grund nannte EUROPA, dass die MC-Käufe immer weiter zurückgingen und die Vorräte des rechtzeitig gesicherten Bandmaterials nicht mehr lange reichen würden; daher wolle man sich auf die MC-Sammler konzentrieren. Betroffen von der MC-Einstellung sind hauptsächlich Kinderserien wie Bob der Baumeister, Thomas, die kleine Lokomotive, Ritter Rost, Hui Buh, Die Teufelskicker, Hanni und Nanni sowie die recht bekannten Hörspielserien Fünf Freunde und TKKG. Als einziger Kassetten-Konfektionierer in Deutschland verblieb Optimal Media im mecklenburgischen Röbel/Müritz. Dort wurden neuere Hörspiel-Kassetten der Die drei ??? produziert, bis auch dort im April 2015 die Kassettenfertigung eingestellt wurde.

### Comeback seit 2014
Seit Mitte der 2010er Jahre gewinnen MCs im Independent-Bereich, vor allem bei Bands eines Retro-Revivals, wieder an Popularität. Viele mittelgroße Künstler wie z. B. die Allah-Las oder Morgan Delt veröffentlichen ihre Alben zusätzlich zum digitalen und zum Vinyl-Markt auch noch auf Kompaktkassette. Indie-Labels wie z. B. Burger Records haben eine eigene Sparte zur Veröffentlichung von Kassetten. Der Online-Musikdienst Bandcamp verzeichnete 2016 einen Anstieg der Kassettenverkäufe um fast 50 Prozent.
2016 erfreut sich die Kompaktkassette in der Indie-Szene in Malaysia wieder zunehmender Beliebtheit.
Zudem veröffentlichen Plattenfirmen in den letzten Jahren wieder vereinzelt Alben auf Musikkassette.[veraltet] Diese werden oft als limitierte Edition veröffentlicht; dazu wird oft ein Downloadcode mitgeliefert, mit dem die Musik digital heruntergeladen werden kann. Eine Vorreiterstellung nahm im Jahr 2014 der Soundtrack zum Film Guardians of the Galaxy ein, in dem eine Kassette tatsächlich eine Rolle spielt. Weitere Veröffentlichungen aus dem Mainstream-Bereich auf Kassette aus den letzten Jahren umfassen beispielsweise Purpose von Justin Bieber, diverse EPs von The Weeknd, World Be Gone von Erasure sowie Lust For Life und Norman Fucking Rockwell! von Lana Del Rey. 2018 gab es beim Verkauf von Musikkassetten in England eine Steigerung von 125 % im Vergleich zu 2017. Es wurden über 50.000 bespielte Kassetten verkauft, das ist der höchste Wert seit 2004. Alleine Kylie Minogue verkaufte mehr als 6000 Musikkassetten ihres Albums Golden von 2018.
Einer der mittlerweile bekanntesten Hersteller von Kassetten in Deutschland, T.A.P.E. Muzik, stellt einen Anstieg der Verkaufszahlen fest.
Auch steigt durch das Comeback die Nachfrage und die Angebotsvielfalt an leeren Kassetten wieder, so haben sich mit der RTM Fox und dem Hersteller ATR Magnetics neue Hersteller in der Szene beliebt machen können. Während bei ersterem genannten Modell neues Band verwendet wird, so gibt es bei den noch erhältlichen Kassetten des Bandtyps II Vermutungen über die Verwendung von Restbeständen einstiger bekannter Bandproduzenten (z. B. TDK).
Mit dem Comeback ging 2023 auch die Veröffentlichung eines neuen tragbaren Kassettenspielers einher, welcher vom Funktions- und Anwendunsprinzip der einstigen Walkman-Serie von Sony ähnelt, allerdings nun mit fest verbautem Lithium-Ionen-Akku, USB-C-Ladebuchse sowie Bluetooth 5.1 zur Anbindung drahtloser Kopfhörer ausgestattet ist.
Insgesamt handele es sich aber sowohl bei aktuellen Spielern bzw. Rekordern wie auch dem Bandmaterial um einfachste Qualität – für wirklich hochwertige Aufnahmen fehlten sowohl entsprechend aufwendig konstruierte Rekorder wie auch das adäquate Bandmaterial; auch sind die für die Rauschunterdrückung notwendigen integrierten Schaltkreise nicht mehr erhältlich. Heise online schrieb aus Anlass des 60. Jahrestages der Markteinführung: „Es gibt nur zwei Gründe, sich auf dem Gebrauchtmarkt nach funktionierenden Kassettenrekordern umzuschauen […] 1. Begeisterung für die Technik. 2. ein großer Bestand an Kassetten, die man noch digitalisieren möchte. Als Unterhalter für unterwegs haben Speicherkarten, Smartphones oder MP3-Spieler die Kassette längst abgelöst, für Eigenaufnahmen sind moderne digitale Audiorekorder um Welten besser als die Top-Technik von einst.“

## Produktion vorbespielter Kassetten

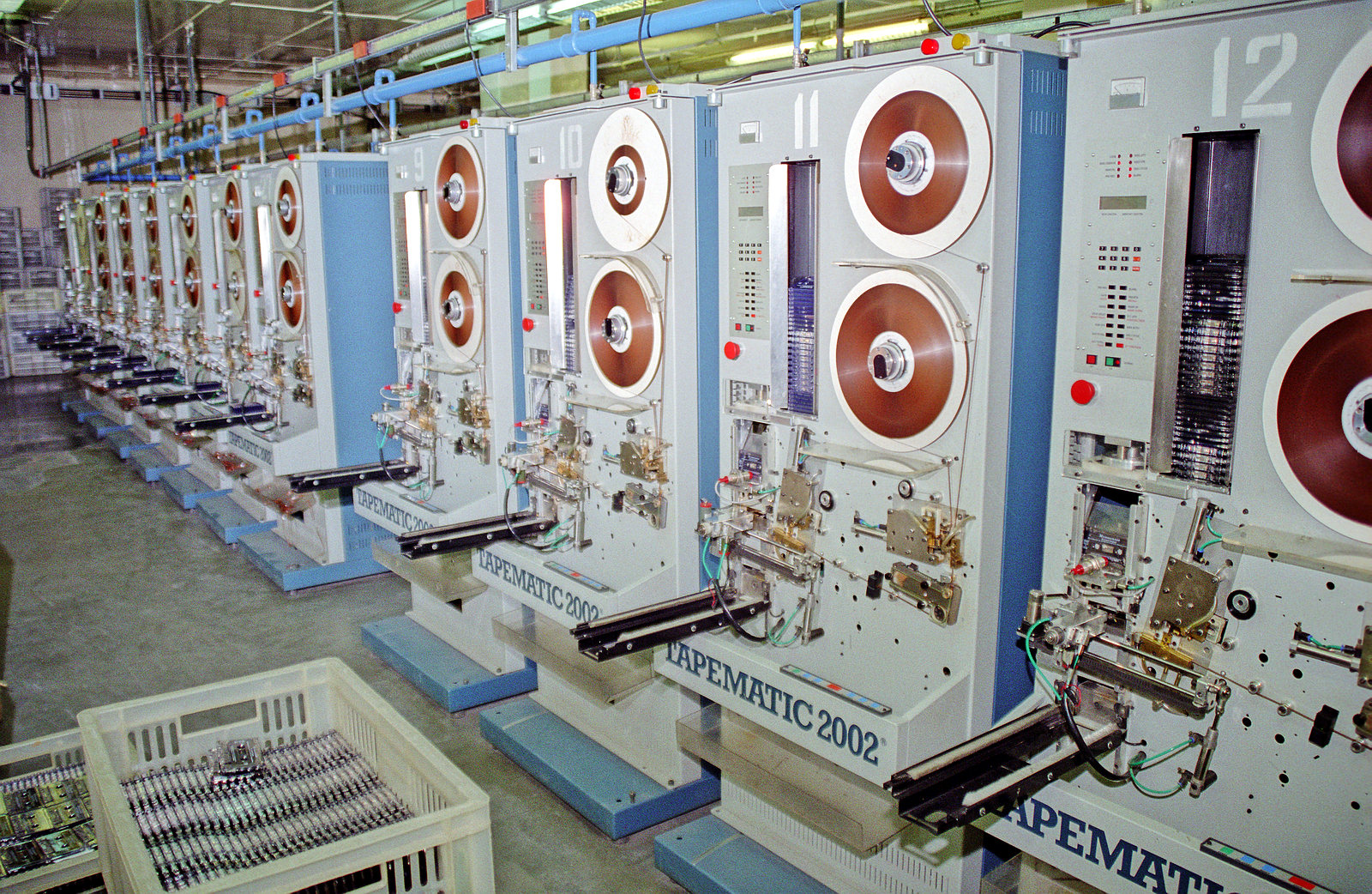
Einspulautomaten; durch die doppelten Wickel ist durchgehender Betrieb möglich, auch während ein leerer Wickel ersetzt wird.

Das Band vorbespielter Kassetten wird normalerweise bespielt, bevor es in die Kassetten gespult wird. Das Kassettenband wird auf freitragenden Wickeln (Pancakes) mit einer Länge von beispielsweise je 2500 m geliefert; diese haben einen Durchmesser von bis zu 36 cm und umfassen das Band für etwa 28 Kassetten (variiert je nach Spieldauer, da später nur so viel Band in die Kassette gespult wird, wie für die konkrete Veröffentlichung benötigt wird). Sie werden auf Kopiermaschinen von Endlos-Masterbändern oder (ab 1994) auch durch digital gespeicherte Audiodaten mit bis zu 128-facher Geschwindigkeit gleichzeitig auf beiden Seiten bespielt. Bei der analogen Vervielfältigung liegen bis zu fünf Kopiergenerationen zwischen dem Masterband des Tonstudios und der produzierten Kassette, wodurch digitale Verfahren prinzipbedingt potenziell eine bessere Tonqualität bieten. Als Trenninformation zwischen den für die einzelnen Kassetten bestimmten Bandstücken wird von der Kopiermaschine ein kurzes Signal von wenigen Sekunden Dauer und einer Frequenz von wenigen Hertz (im Infraschallbereich, also links von der Hörfläche) aufgezeichnet.
Die bespielten Bandwickel werden zusammen mit den leeren Kassetten (C-0-Kassetten, sie enthalten lediglich Vorspannband) von Einspulautomaten verarbeitet. Diese fädeln das Vorspannband aus der Kassette, schneiden und verkleben es mit dem bespielten Band und spulen es in die Kassette, wobei sie sich an dem eben erwähnten niederfrequenten Trennsignal orientieren (welches bei der beim Einspulen herrschenden hohen Bandgeschwindigkeit im hörbaren Frequenzbereich liegt). Die Bandenden werden zum Ein- und Ausfädeln sowie dem Verkleben mit Druckluft geführt und mit Vakuum gehalten.
Im weiteren Verlauf werden die Kassetten bedruckt oder etikettiert, gefolgt vom Einboxen (Einlegen der Kassetten in die Kassettenboxen, also die Klapphüllen), ggf. folgen noch Schritte der Verpackung, z. B. Einschweißen in Klarsichtfolie und Verpacken in Kartons.

## Spezielle Kassetten

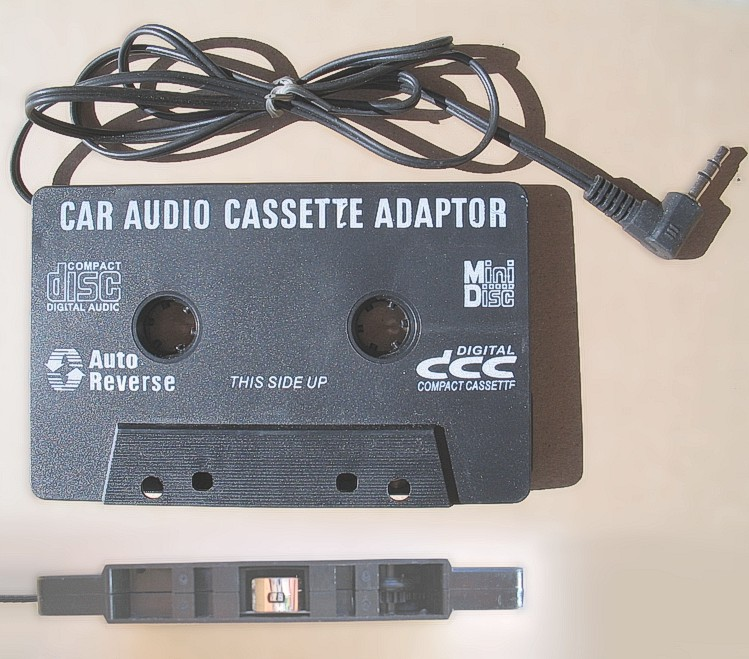
Adapter-Kassette

- Adapter-Kassette: Besitzt kein Band, aber einen Übertragungs-Tonkopf und ein Kabel, das an modernere Wiedergabegeräte (z. B. MP3-Player, ursprünglich Anfang der 1990er Jahre für die Verwendung tragbarer CD-Player auf den Markt gebracht) angeschlossen werden kann. Damit ist es möglich, die Musik des Wiedergabegerätes magnetisch direkt an einen Kassettenspieler zu übergeben. Das ist sinnvoll, wenn man die Musik des Wiedergabegeräts laut hören möchte, aber die vorhandenen Lautsprecher nur über einen Kassettenspieler genutzt werden können (z. B. bei einem Autoradio).
- Endloskassette: Teilweise für die Ansage von Anrufbeantwortern oder Beschallungen benutzt. Die Spieldauer variiert von wenigen Sekunden bis zu mehreren Minuten. Bei dem Verfahren nach Bernard Cousino wird auf der locker gewickelten Aufwickelrolle das Band wie bei 8-Spur-Kassetten von innen herausgezogen. Diese Kassetten hatten teils einen Antrieb für die Wickeldorne, um die Abschaltung einiger Laufwerke zu verhindern, die bei stehenden Dornen Bandende oder Bandsalat erkennen. Dem Kassettengehäuse fehlen Löcher für den Capstan der zweiten Seite und für die oberen Zentrierstifte, um den zu Schäden führenden Betrieb in Autoreverse-Laufwerken oder der zweiten Seite zu verhindern.[37][38]
- Mini- und Mikrokassetten als Miniaturversionen der Audiokassette wurden 1967 bzw. 1969 entwickelt. Die Bandgeschwindigkeit wurde halbiert (2,38 cm/s) bzw. geviertelt (1,19 cm/s). Die Geräte sind als Diktiergeräte konzipiert, d. h. einfache bzw. einfachste Geräte. Verbunden mit der geringen Bandgeschwindigkeit ergeben sich Klangeigenschaften, die nur einfachste Qualitätsanforderungen erfüllen. Hauptanwendungszweck waren Anrufbeantworter und Diktiergeräte – Anwendungen, die durch Fortschritte der Mikroelektronik und Digitaltechnik heute ohne magnetischen Tonträger auskommen. Daneben war sie als Datasette in Laptops, wie dem Epson HX-20, in Gebrauch.

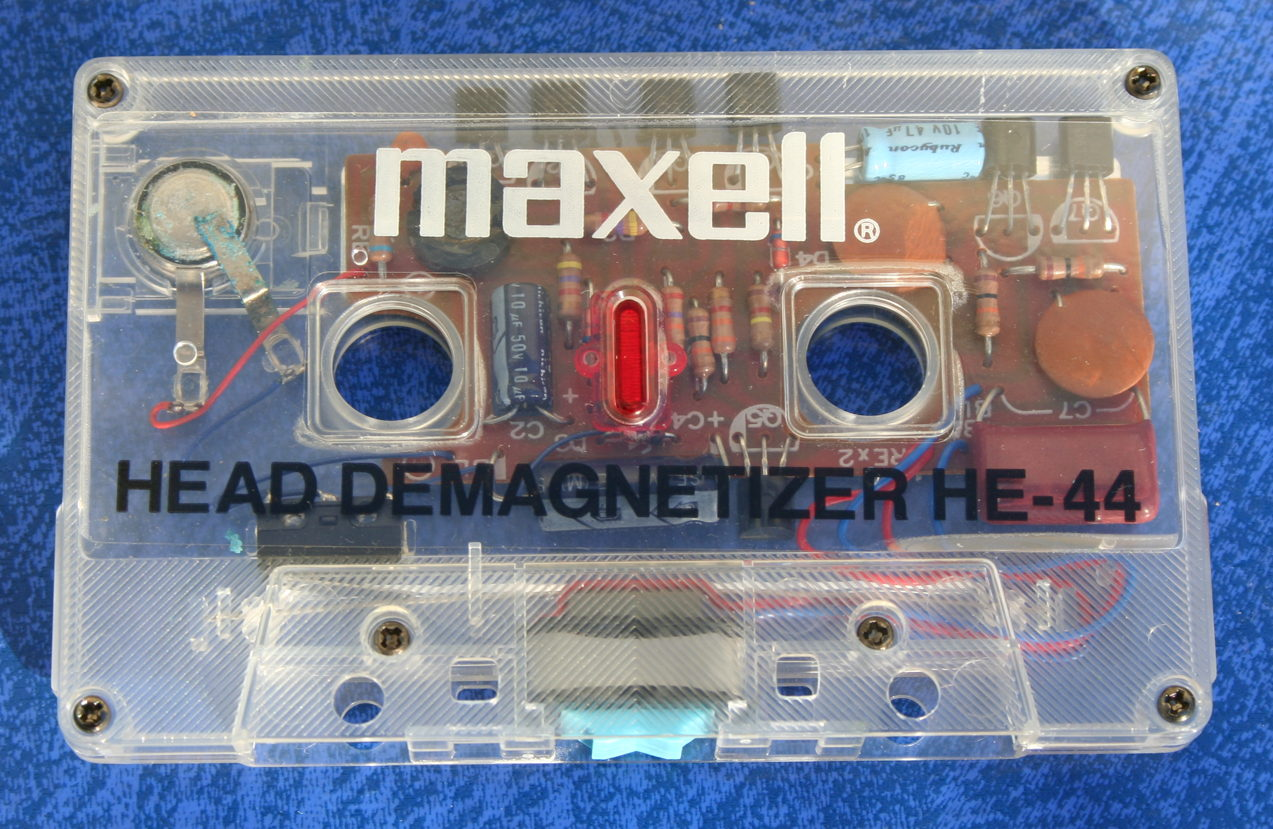
Entmagnetisierungskassette für die Tonköpfe von Kassettenrekordern

- MP3-Player in Audiokassettenform, der die von einer SD-Karte eingelesenen Titel dekodiert und induktiv auf den Tonkopf des Kassetten-Abspielgerätes übertragen kann.
- Reinigungskassette: Besitzt wahlweise ein mit Vliesstoffoberfläche versehenes Band, einen mechanisch bewegten Hebel mit getränktem Vlies (Allsop-3) oder ein ganz normal aussehendes Band, das Magnetpartikel-Ablagerungen anziehen sollte. Sie wird zur Reinigung von Tonkopf und anderen bandführenden Teilen einige Sekunden bis Minuten abgespielt.

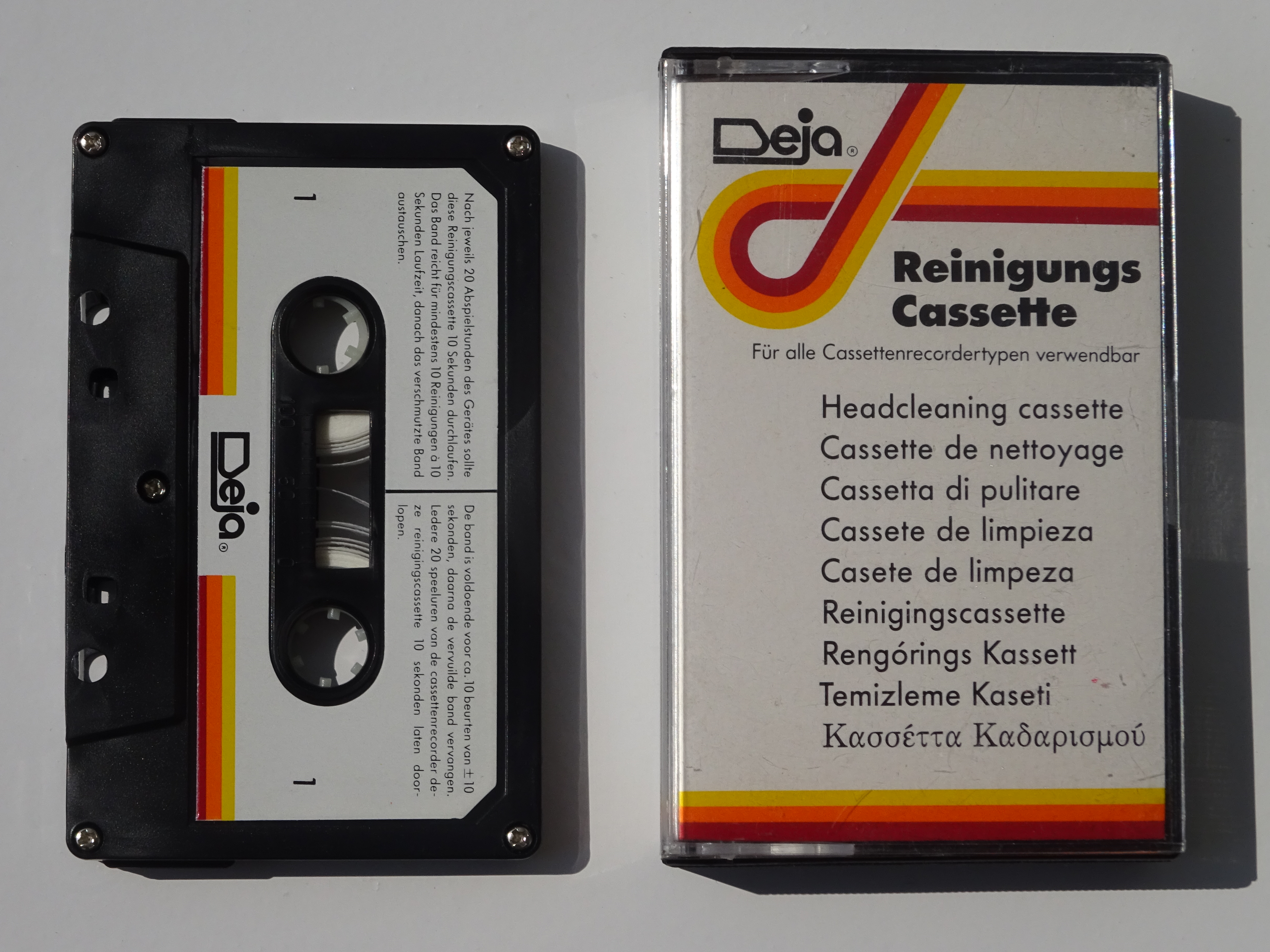
Reinigungskassette

- Entmagnetisier-Kassette: entmagnetisiert den Tonkopf (z. B. TDK Head Demagnetizer HD-01)

## Kompaktkassetten zur digitalen Datenspeicherung

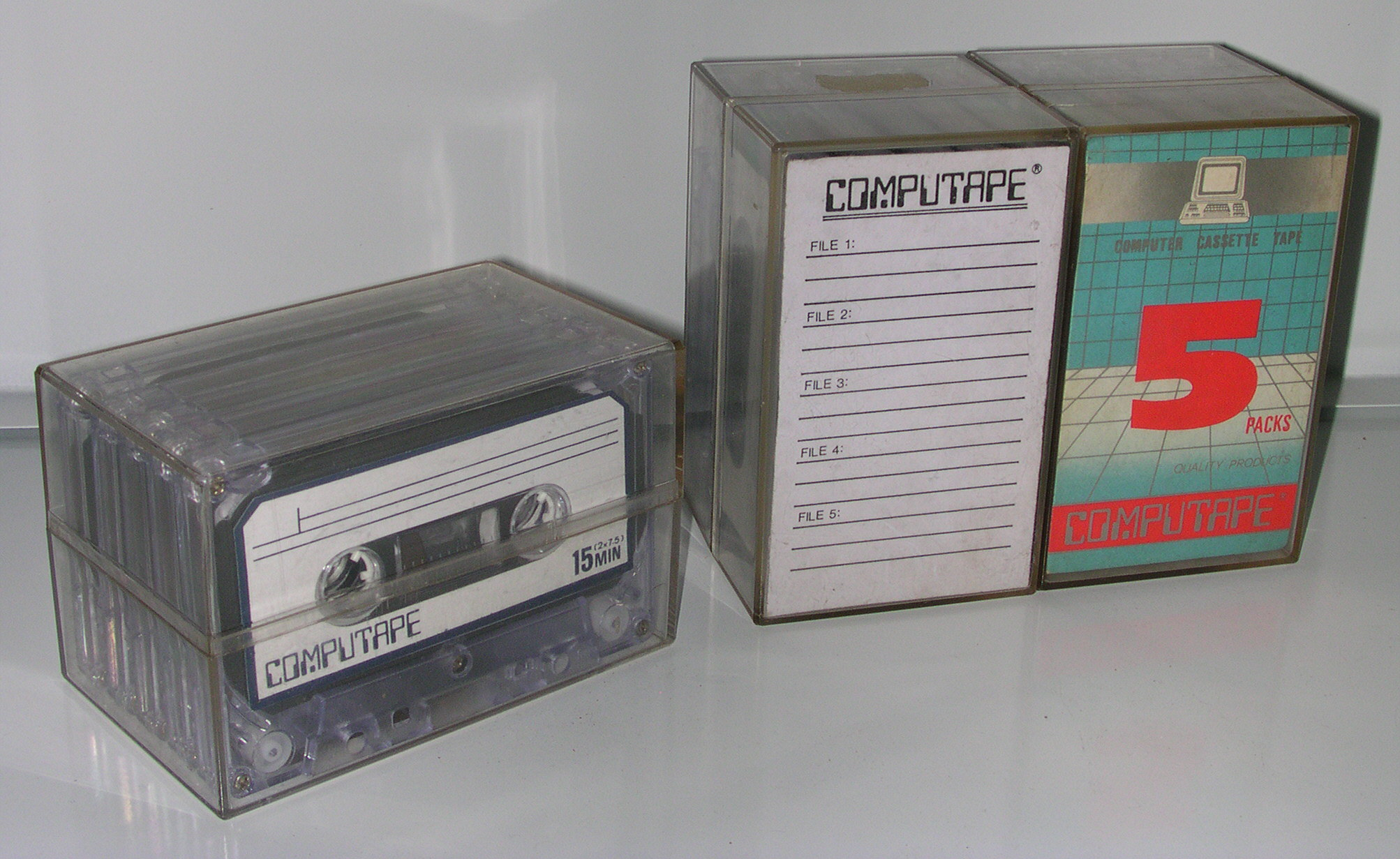
Kompaktkassetten, die extra für Datasetten hergestellt wurden, hier das Produkt Computape

Ab den späten 1970er Jahren wurde die Kassette, da billig und massenproduziert, auch zur Speicherung von Computerdaten bei Heimcomputern, vereinzelt im Maschinenbau und in der DDR auch bei professionellen Rechnern benutzt (siehe Datasette). Mit dem Siegeszug der schnelleren und bequemeren Disketten und Festplatten auch im Heimbereich ging die Ära dieser Anwendung jedoch ab den späten 1980er Jahren allmählich zu Ende. Zur Datenspeicherung gab es Kassetten mit einem speziellen Bandmaterial. Diese tragen auf der Unterseite eine mechanische Kodierung, damit Datenlaufwerke ihre Parameter auf das spezielle Band einstellen können. Derartige Kassetten passen zwar mechanisch in jeden normalen Kassettenrekorder, haben jedoch für Audiozwecke keine ausreichende Klangqualität. Zudem waren die Laufzeiten meist wesentlich kürzer (C10 bis C20); Ladezeiten über zehn Minuten für ein einzelnes Programm waren eher selten, besonders, wenn so genannte Schnelllader verwendet wurden. Durch die kurzen Bänder wurden die Umspulzeiten verkürzt.
Kompaktkassetten zur digitalen Datenspeicherung wurden in den 1980er Jahren auch von Blaupunkt zur Einspielung von Senderdaten in Autoradios mit PCI-System verwendet.

## Weiterentwicklung

### Bessere Bandtypen

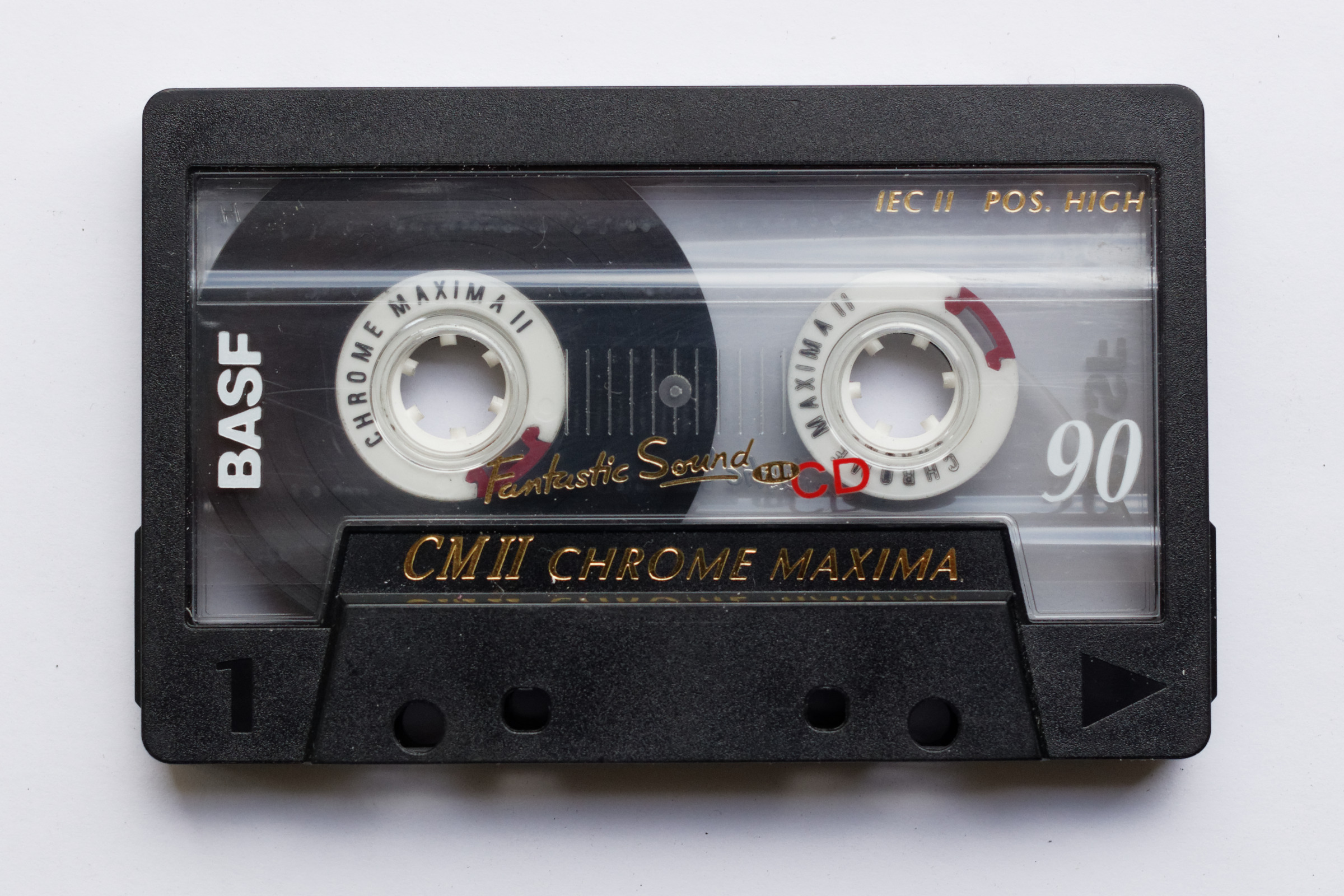
BASF Chrome Maxima II (1995)

Die IEC standardisierte vier Bandtypen. Diese Typen definieren das Aufsprechverhalten (Nennbias, Aufnahmefrequenzgang) wie den Nennfluss. Der Bandtyp sagt nur sehr bedingt etwas über die Chemie des Bandes aus.
- Eisenoxid (Typ I/IEC I): Sozusagen das Urband im Kassettensystem bildete das Eisenoxid-Band PES 18 der BASF, bestehend aus γ-Fe2O3-Partikeln. Alle Bandhersteller, die Bänder für Kompaktkassetten herstellten, bezogen sich zunächst auf dieses Band. Die schlechte Höhenaussteuerbarkeit veranlasste viele Hersteller, nach Alternativen zu suchen und die Weiterentwicklung alternativer magnetischer Partikel zu forcieren. Referenzleerbänder: R 723 DG (BASF), 1979; Y 348 M (BASF), 1995

- Chromdioxid/CrO2 (Typ II/IEC II): Chromdioxid ist eine Erfindung des US-amerikanischen Chemieunternehmens DuPont, das unter dem Namen Crolyn patentiert und vermarktet wurde. DuPont verfolgte eine restriktive Lizenzpolitik. Bandhersteller mussten die Partikel direkt bei DuPont beziehen – Ausnahme war BASF: BASF konnte sich im Mai 1971 eine Exklusiv-Lizenz zur Herstellung von Chromdioxid sichern. Erste Chromdioxid-Bänder gab es bereits 1970 von Memorex und von Agfa. Agfa verwendete ein von der Konzernmutter Bayer AG entwickeltes Chromdioxid, das vom patentierten Verfahren von DuPont abwich. 1971 stellte die BASF das erste komplette Chromdioxid-Sortiment an Kompaktkassetten auf der Internationalen Funkausstellung vor. Das reine Chromdioxid-Band verlor gegen Ende der Kassetten-Zeit an Bedeutung; in der Typ-II-Klasse dominierten ab 1990 die High-Bias-Bänder. Die BASF bzw. die Nachfolgerin EMTEC Magnetics hielt bis zu ihrer Insolvenz (2003) an Chromdioxid fest. Referenzleerbänder: DIN-Referenzleerband C 401 R (BASF), 1971; S 4592 A (BASF), 1981

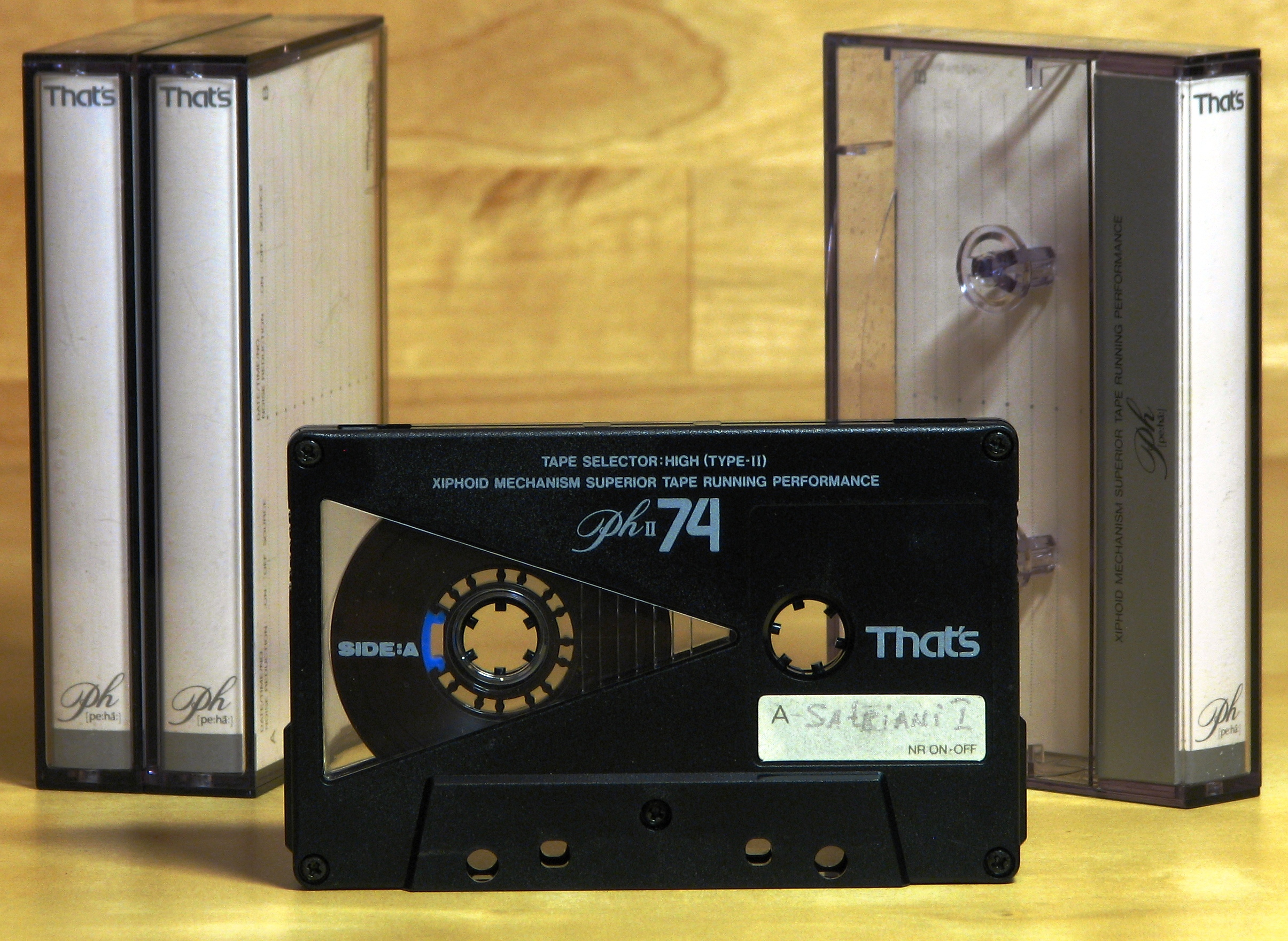
Type II von That’s
(Anfang der 1990er Jahre)

- Chromdioxid-Substitute/kobaltdotiertes Eisenoxid/High-Bias-Band (Typ II/IEC II): Die kobaltdotierten Eisenoxid-Bänder, oder auch High-Bias-Bänder genannt, gehören zur gleichen Typ-II-Klasse. Diese Bänder haben andere physikalische Eigenschaften als echte Chromdioxid-Bänder, trotz IEC-Normung sind beide Bandtypen nicht vollkommen kompatibel zueinander. Die Entwicklung dieser alternativen Bandtypen wurde durch die restriktive Lizenzpolitik von DuPont befeuert. Auch aus Protest zum Konkurrenten Sony, der sich eine Lizenz für Chromdioxid gesichert hatte, entwickelten die japanischen Bandhersteller eigene Alternativen mit kobaltdotiertem Eisenoxid.[39][40] Auch 3M forcierte diese Entwicklung. Obwohl das Chromdioxid-Band 1981 standardisiert wurde, holte die Wirklichkeit den Standard ein. Aufgrund der extremen Konkurrenzsituation in Japan wurde nicht das Original von BASF zur Geräteeinmessung verwendet, sondern vorrangig die High-Bias-Bänder von TDK oder Maxell. Folglich wurde das IEC-II-Referenzleerband der Wirklichkeit angepasst und das ursprüngliche Chromdioxid-Referenzleerband durch ein Band ersetzt, das mit den kobaltdotierten Eisenoxidbändern (vorrangig TDK SA) vergleichbar ist. Referenzleerband: U 564 W (BASF), 1987
- Ferrochrom/FeCr (Typ III/IEC III): Die Bandsorte besteht aus einer oberen Schicht Chromdioxid und einer unteren Schicht aus Eisenoxid. Große Schwäche ist die extreme Mittensenke im Frequenzgang. Dieser Bandtyp verschwand Mitte der 1980er Jahre vom Markt. Referenzleerband: CS 301 (Sony), 1981

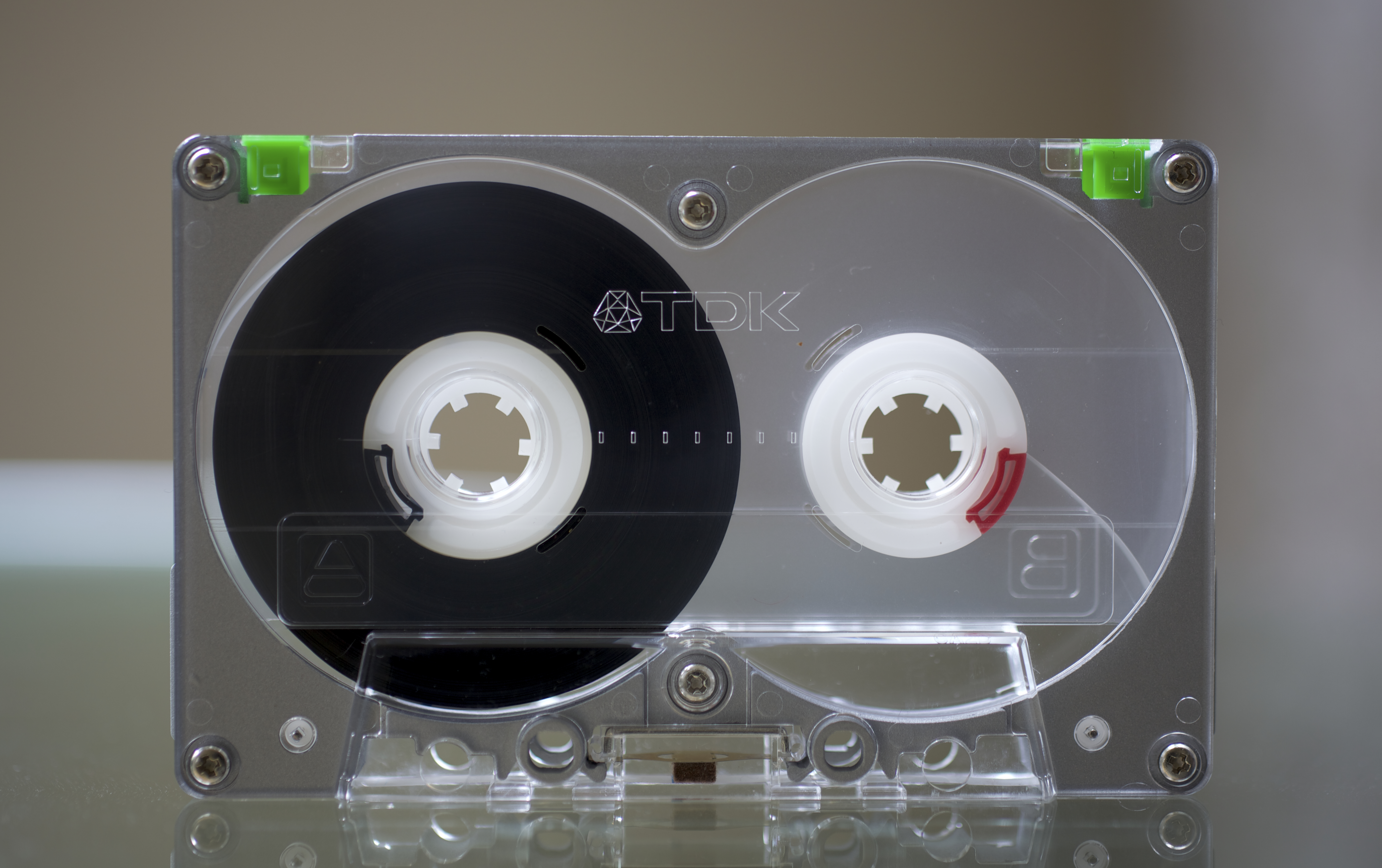
TDK MA-R90 Kassette

- Reineisenband/Metallband (Typ IV/IEC IV): Die Entwicklung von Metallband für das Kompaktkassetten-System begann Ende der 1960er Jahre. Bereits 1972 stellte 3M ein Metallband vor, das schon das neu eingeführte Chromdioxid-Band in den Schatten stellte. 1979 kamen dann alle namhaften Bandhersteller mit eigenen Metallband-Kassetten auf den Markt. Trotz der überlegenen Tonqualität blieb die Nachfrage auf niedrigem Niveau, so dass sich europäische Hersteller in den 1980er Jahren aus der Metallband-Forschung zurückzogen. Erst mit dem Erfolg der Compact Disc wurde die Metallband-Kassette für die Benutzung mit Musik aus digitalen Quellen wieder interessant. Insbesondere in Japan führten die dortigen Bandhersteller zahlreiche Typ-IV-Modelle mit hochwertigen und zum Teil skurrilen Gehäusen ein. Typ-IV-Kassetten verschwanden um 1998 vom westeuropäischen Markt. Referenzleerband: E 912 BH (TDK), 1981[41]

Damit die Bandsorten für die Aufnahme- und Abspielgeräte automatisch unterscheidbar sind, befinden sich symmetrische Einkerbungen auf der oberen Stirnseite der Kompaktkassette: Eisenoxid (I): keine Einkerbung; CrO2 (II): zwei außen; FeCr (III): zwei innen; Metal (IV): vier Einkerbungen. Kassetten des Typs FeCr (III) mit Einkerbungen für die automatische Erkennung sind sehr selten, ebenso Geräte, die die Einkerbungen von Typ-III-Kassetten richtig auswerten können (z. B. Dual C 814 und Dual C 824). Bei der Wiedergabe ist die Entzerrungseinstellung von Typ III identisch mit der von Typ II und IV. In den meisten Geräten mit automatischer Bandsortenwahl werden Typ-III-Bänder als Typ I erkannt, was eine Höhenanhebung von etwa 4 dB verursacht.
Die Unterschiede der Bandsorten liegen in deren Magnetisierbarkeit begründet: Während Eisenoxid-Beschichtungen bereits bei relativ geringer magnetischer Feldstärke (Amplitude bzw. Lautstärke) voll magnetisiert sind, können Metall-Beschichtungen auch stärkere magnetische Feldstärken noch unterscheiden, wodurch es möglich ist, Aufnahmen höher (lauter) auszusteuern, was den Dynamikumfang und den Rauschabstand erhöht: Beim Abspielen höher ausgesteuerter Aufnahmen kann man den Lautstärkeregler bei unveränderter Abspiellautstärke im Vergleich zu niedrig ausgesteuerten Aufnahmen leiser stellen; während also die Lautstärke des Nutzsignals (z. B. Musik) gleich geblieben ist, werden Band- und Geräterauschen heruntergeregelt und somit reduziert.
Die Unterschiede der Bandsorten und auch Bandqualitäten liegt auch im geometrischen Bereich. Kurze, richtig ausgerichtete Magnetnadeln in der Bandschicht können bei kürzeren Wellenlängen (hohe Frequenzen bei niedriger Bandgeschwindigkeit) am Wiedergabespalt einen deutlich höheren Pegel abgeben. Die Höhenaussteuerbarkeit und damit die Höhendynamik des Bandes nimmt entscheidend zu. Daher gab es auch aufwendige Zweischichtbänder, die dünnere Schicht an der Oberfläche war für den Hochtonbereich optimiert.
Die Stärken der Eisenoxidbeschichtung liegen in einer besseren Tiefenaussteuerbarkeit, während das Chromdioxidband eine bessere Höhenaussteuerbarkeit hat. Deshalb wird für Eisenoxidband gewöhnlich eine Aufnahmevorverzerrung bzw. Wiedergabeentzerrung mit einer Zeitkonstanten von 120 µs benutzt, während für die anderen Bandsorten 70 µs benutzt wird. Die Entzerrung mit 70 µs hilft, das Rauschen, bei dem die hohen Frequenzbereiche dominieren, zu verringern. Bei falscher Bandsorteneinstellung stimmt der Frequenzgang der Aufnahme bei der Wiedergabe nicht, wodurch das Audiomaterial entweder zu dumpf (Fe2O3-Band mit 70-µs-(Chrom-)Einstellung) bzw. zu spitz (z. B. CrO2 mit 120-µs-(Ferro-)Einstellung) klingt. Um die Vorteile von Eisenoxid und Chromdioxid zu kombinieren, wurde das Zweischichtband (Ferrochrom-Band) entwickelt, bei dem sich auf einer Eisenoxid- eine Chromdioxid-Schicht befindet.
Vorbespielte Kassetten mit Chromdioxidband werden häufig mit einer Aufnahmevorverzerrung von 120 µs bespielt, d. h., der Kassettenrekorder sollte beim Abspielen auf Ferro-Band eingestellt sein. (Beschriftung der Kassette beachten.) Bei diesem Vorgehen wird die gegenüber Eisenoxid-Band verbesserte Höhenaussteuerbarkeit des Chromdioxid-Bandes nicht dazu genutzt, um das Rauschen mittels 70-µs-Entzerrung zu verringern, sondern um das Klangmaterial im Präsenz- und Hochtonbereich besser wiedergeben zu können. Diese Technik kommt den veränderten Hör- bzw. eher Produktionsgewohnheiten entgegen, wonach Musik heute oft höhenbetont ist, die Aussteuerung extrem hoch gefahren wird bei gleichzeitig weniger Dynamik von modernen Produktionen. Das ergibt hier den besseren Kompromiss für das Rauschen (siehe Loudness War).
Wegen der ferromagnetischen Eigenschaften der Tonbänder (Hysterese) ist bei der Aufnahme die sogenannte Vormagnetisierung (englisch Bias) vonnöten. Die Stärke der Vormagnetisierung muss auf das benutzte Bandmaterial optimiert werden. Reineisenbänder benötigen eine deutlich stärkere Vormagnetisierung als Chromdioxidbänder, diese wiederum eine stärkere als Eisenoxidbänder. Eine zu hoch eingestellte Vormagnetisierung vermindert die Qualität im Hochtonbereich, eine zu gering eingestellte die Qualität im unteren und mittleren Bereich. (Siehe auch Dolby HX Pro.)

### Einmessung
Höherwertige Kassettendecks messen sich auf die tatsächlichen Bandeigenschaften durch Testaufnahmen (teilweise automatisch) ein, d. h., sie stellen die exakte Stärke der Vormagnetisierung bzw. Aufnahmevorverzerrung ein. Bei sehr minderwertigen Kassettengeräten wird oft aus Sparsamkeit statt eines elektrischen Löschkopfes nur ein wegklappbarer Dauermagnet eingesetzt; gleichzeitig wird statt einer Hochfrequenz-(Wechselstrom-)Vormagnetisierung nur eine Vormagnetisierung mit Hilfe eines Gleichstromes realisiert. Auf diese Weise wird die Oszillatorschaltung eingespart. Die Aufnahmen solcher Geräte klingen von Grund auf verrauscht (siehe auch Tonband, Vormagnetisierung).

### Rauschunterdrückung
Das bekannteste Rauschunterdrückungsverfahren ist das Dolby-B-System. Auch das Nachfolgeverfahren Dolby C erlangte weite Verbreitung, während das nochmals verbesserte Dolby S erst zum Ende der Kassetten-Ära erschien und deshalb keine große Bedeutung mehr erlangte. Eine geringe Bedeutung hatten High Com von Telefunken sowie dbx der Firma dbx, DNL von Philips und adres von Toshiba.
dbx und HighCom erfassten den gesamten Frequenzbereich statt wie bei Dolby B nur den Höhenbereich. dbx und adres waren für ihr deutlich wahrnehmbares „Atmen“ bekannt, bei dem das An- und Abschwellen des Rauschpegels vor und hinter leiseren Passagen zu hören war. dbx und adres waren als eigenständige Zusatzgeräte erhältlich, die mit beliebigen Recordern eingesetzt werden konnten. Die Rauschunterdrückung war hier wie bei HighCom gut, arbeitete jedoch oft nicht ausreichend schnell. Mit dbx dynamikkomprimierte Bänder mussten daher behutsam ausgesteuert werden, um nicht zu verzerren. Die Kompression war nur für die besseren Bandsorten Chromdioxid und Reineisen (Metal) effizient, Bänder aus Eisenoxid hatten materialbedingt eine zu schwache Höhenwiedergabe. Eine rein wiedergabeseitige Rauschunterdrückung war DNL, während alle anderen Verfahren Aufnahme und Wiedergabe behandelten.

### Azimut-Probleme

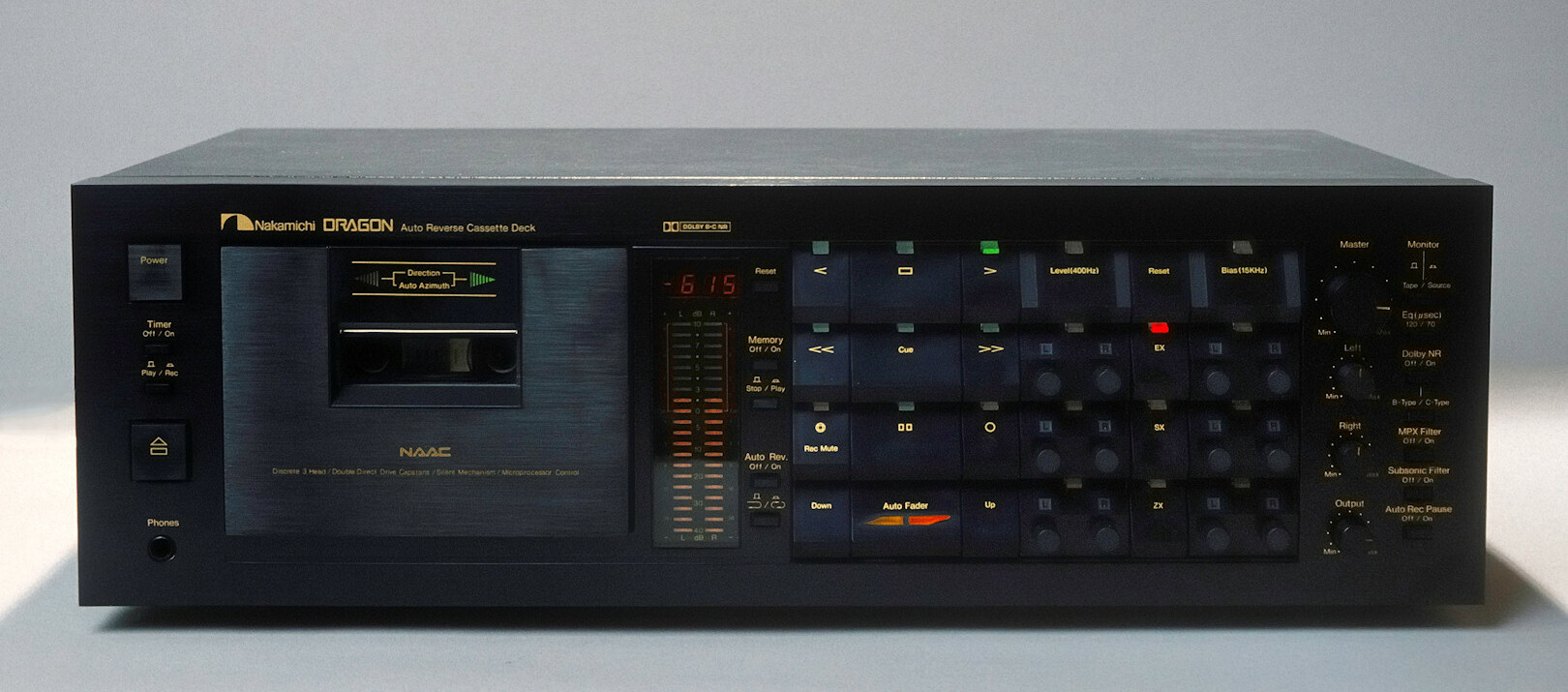
Das High-End-Kassettendeck Nakamichi Dragon hatte eine automatische Azimutanpassung; der Preis betrug 1995 etwa 4500 DM (entspricht heute etwa €)

Eine große Schwäche des Kompaktkassetten-Systems ist, dass sowohl im Laufwerk als auch im Kassettengehäuse Elemente der Bandführung vorhanden sind. Mechanische Ungenauigkeiten von Kassettengehäuse und Laufwerk und deren eventuell ungünstige Kombination ergeben einen dumpfen Klang. Um den Hochtonbereich voll wiedergeben zu können, müssen die Magnetaufzeichnungen bei der Wiedergabe genau so abgetastet werden, wie bei der Aufnahme bespielt. In beiden Fällen soll der Tonkopfspalt exakt senkrecht zur Bandlaufrichtung bzw. Bandkante stehen. Diese senkrechte Ausrichtung wird wie in der Himmelsgeometrie Azimut (englisch Azimuth) genannt. Um einen exakten Bandlauf zu gewährleisten, müssen alle Elemente, über die das Band läuft, mit höchster Sorgfalt konstruiert, hergestellt und justiert werden. Zusätzlich zu den Azimut-Problemen beim Spulentonband gibt es hier den Einfluss des Kassettengehäuses. Verstärkt wird der Effekt durch die geringe Bandgeschwindigkeit der Kompaktkassette (einhergehend mit kurzer Wellenlänge auf dem Band), vermindert hingegen durch die schmalen Magnetspuren. Ein Gehäuse, das nicht mit höchster Präzision hergestellt wurde, kann selbst mit dem besten Band und Gerät keine hochwertige Qualität liefern.
Eine dumpfe Wiedergabe ist meist die Auswirkung eines im Azimut falsch justierten Aufnahme- oder Wiedergabekopfes oder eben eines schlechten Kassettengehäuses. Wird ein Band auf demselben Gerät abgespielt, auf dem es aufgenommen wurde, heben sich die Fehler weitgehend auf, das Azimut-Problem ist dann zu vernachlässigen. Bei unterschiedlichen Laufwerken, wie z. B. bei der Wiedergabe im Auto, wird es kritisch. So kann auch das Aufnahmegerät des Musikkassetten-Herstellers die Ursache sein bzw. (häufiger) das dort genutzte Kassettengehäuse. Die Dolby-B-Rauschverminderung verstärkt ein vorhandenes Azimut-Problem, so dass bei dumpfen Dolby-B-Aufnahmen sehr oft ein Azimutfehler die Ursache ist. Da der Bandlauf immer etwas schwankt, variiert auch der Azimut. Eine schwankende Hochtonwiedergabe wirkt besonders auffällig und störend.
Das Abspielen von „alten“ eigenen Kompaktkassetten oder Musikkassetten ist oft kritisch, da sich Aufnahme- und Wiedergabegeräte unterscheiden. Hochwertige gepflegte Wiedergabelaufwerke stehen oft nicht mehr zur Verfügung. Gerade bei einer digitalen Überspielung stört das nachhaltig. Oft hilft ein vorsichtiges geringfügiges Nachjustieren des Tonkopfes mit einem entmagnetisierten Schraubendreher, und zwar individuell für jede Kassettenseite. Eine Mono-Einstellung während der Justage hilft deutlich.

## Einlegen, Sichtkontrolle, Auswerfen, Bedienung
Kassetten können je nach Gerättyp von oben oder von vorne in die Wiedergabegeräte (oder Recorder) eingelegt werden. DJs verwendeten eher Kassettendecks, in deren ein bis zwei offene Gruben an deren Oberseite die Kassette flach von Hand eingedrückt und damit eingerastet werden kann, und zwar mit der offenen Seite zum Körper des Bedieners, da so sowohl die Beschriftung für den Inhalt (meist nur dieser einen Kassettenseite) aufrecht gelesen werden als auch das lose Anliegen des Bandes an der Kassettenöffnung sichtkontrolliert werden kann. Solche Geräte konnten kleine, nur die Gruben abdeckende, demontierbare Deckel aufweisen oder einen großen Klappdeckel an zwei Scharnieren, der die gesamte Geräteoberseite – wie bei Plattenspielern häufig – gegen Staub und Getränkespritzer abdeckt und idealerweise auch in teilgeöffneter Schwenkposition stehen bleibt.
Simple kleine transportable Geräte bis zum letzten Schritt der Miniaturisierung, dem Walkman erforderten das gleiche direkte händische Einlegen hinter/unter einer geöffneten kleinen Klappe.
Ursprünglich und in Standgeräten formten die Klappdeckel jedoch Führungsrillen aus, in die Kassette – je nach Typ mit der geschlossenen oder offenen Breitseite voran eingeschoben wird. Durch Zuklappen dieser „Lade“ wird die Kassette dann in Position gebracht. Der Mechanismus dieser Laden reichte von Scharnier mit Feder und hörbarer Einrastung über hydraulische Dämpfung bis zur sanften fast lautlosen Aktion eines Servomotors.
Deckel oder Laden sind über dem Bereich des Kassettensichtfensters transparent und im Gerät darunter liegt eine Spiegelfolie, so dass der Stand des Bandwickels kontrolliert werden kann. Die beidseitig daneben liegenden dreizähnigen Bandwickeldorne bleiben ebenfalls sichtbar und es kann – an den Zähnen oder Facetten – beobachtet werden, ob sie stillstehen oder sich (je nach Bandstand unterschiedlich) langsam drehen oder beim Umspulen verwischend schnell.

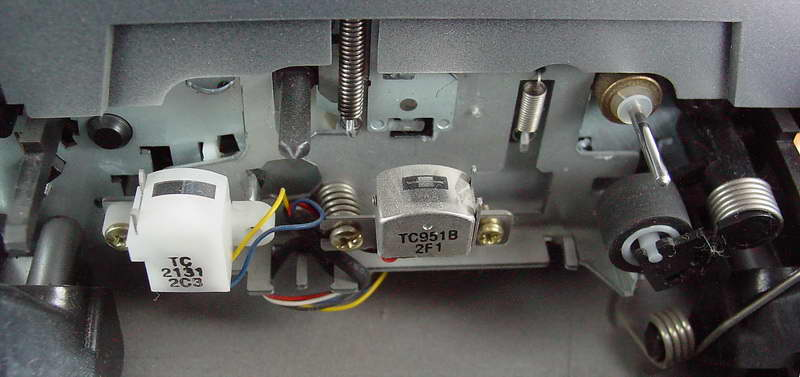
Cassettenfach mit Capstan, Andruckrolle, Ton- und Löschkopf

Die vollständig eingelegte Kassette durchdringt an Öffnungen diese Wickeldorne, zwei Passstifte und die Bandantriebswelle (Capstan). Erst durch Drücken der mechanisch wirkenden, einrastenden Taste zum Abspielen wird der Tonkopf ans Band und die Gummianpressrolle an die Capstan-Welle gedrückt und am Ende des Bedienwegs der Antrieb und damit die Wiedergabe gestartet.
Um eine Tonaufnahme zu machen, ist zusätzlich zur Start-Taste (mit Pfeil nach rechts, der Bandlaufrichtung) gleichzeitig auch die Aufnahmetaste (meist rot markiert) zu drücken. Fehlt die Löschsicherungslasche an der entsprechenden Ecke der geschlossenen Kassetten-Längsseite, tastet der Fühler dort ins Leere und blockiert den Aufnahmeknopf.
Zum Einbau in Autoarmaturenbretter wurden Geräte entwickelt, in die die Kassette bei einem Schlitz gegen die Federkraft eines Auswurfmechanismus eingeschoben werden kann. Entweder mit der bandoffenen Breitseite der Kassette voran oder aber einer Schmalseite, dann zeigt die Form des Schlitzes an, wohin die etwas höhere bandoffene Seite orientiert werden muss.
In allen Fällen ist die gewünschte Spielseite (vorwärts) A oder B (manchmal 1 oder 2) mit dem Beschriftungsetikett nach oben zu orientieren, die meisten Laden erlauben auch das Lesen dieser Beschriftung. Bei Topladern ist die bandoffene Kassetten-Längsseite fast immer nach vorne orientiert, bei Frontladern in der Lade nach unten.
Geräte mit „Reverse“-Funktion erlauben auch das Abspielen durch Umkehrung der Bandlaufrichtung, so dass eine Kassette ohne händisches Wenden vollständig, also auf beiden Seiten abgespielt werden kann, sowie das Endlosspiel. Je nach Leerraum am Ende des Magnetbandes plus (zweimal) Länge des Vorspanns entstehen jedoch gewisse Pausen.
Bis auf allereinfachstes Kinderspielzeug-Gerät, bei dem dann eine Kupplung rutscht und eventuell quietscht, hatten die Geräte ab Mitte der siebziger Jahre eine automatische Abschaltung beim Stoppen der Wickel durch das Erreichen des Bandendes. Im einfacheren Fall wird dabei nur der Motor abgeschaltet. Besser ist die hörbare Servomotor-Lösung, bei der auch die Magnetköpfe und die zu schonende Gummi-Andruckrolle weggerückt werden.
Durch Druck auf eine Auswurftaste oder Öffnen der Lade von Hand wird die Kassette ausgerastet oder auch ein Stück herausgehoben. Bei Autogeräten mit Schlitz wird die Kassette ein Stück herausgeschoben, nach dem manuellen Herausnehmen verschließt eine Klappe den Schlitz dann von innen gegen Staub.
Einfache Geräte kommen für Bandtransport mit kontrollierter konstanter Geschwindigkeit und dabei variabel schnell laufender Bandaufwicklung und schnellem Umspulen mit einem einzigen Motor aus. Sogar das Ausrücken von Tonkopf & Co am Bandende kann vom selben Motor angetrieben sein. Präziserer Gleichlauf des Bandes wird durch einen eigenen Motor nur für den Bandtransport erreicht.

## Trivia
Gegebenenfalls kann mit Hilfe eines handelsüblichen Bleistifts das Kassettenband manuell gespult werden, beispielsweise um Bandsalat zu beheben oder um das Band punktgenau auszurichten. Der sechskantige Schaft des Stifts greift dabei in die Zahnung der Bobbys.

## Rundfunkberichte
- Sebastian M. Krämer: 50 Jahre Kompaktkassette. (PDF; 64 kB) SWR2 „Wissen“, 9. Dezember 2013.
- Christoph Simon: Happy Birthday: Unsere Musikkassette wird 60. In WDR-Fernsehen vom 26. August 2023

### Über die Herstellung vorbespielter Kassetten
- Taylor Williams: Tapematic Audio Cassette Winding machine., Youtube, 5. April 2013.